# Économie palestinienne

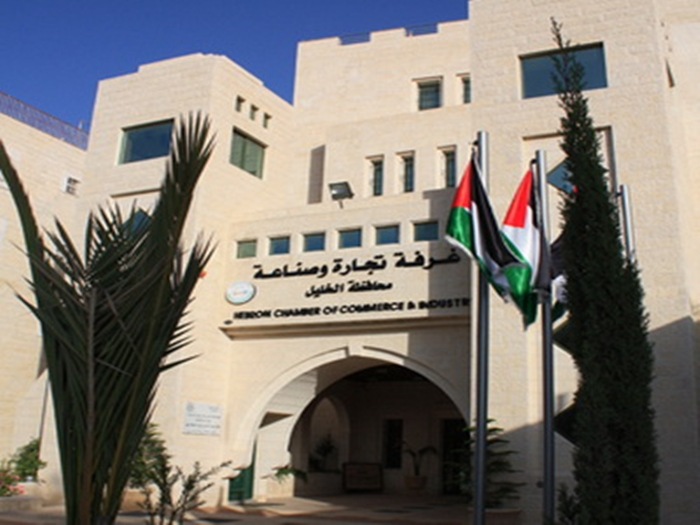
Chambre palestinienne de commerce et d'industrie à Hébron

L'économie palestinienne traite de la situation économique conjoncturelle et structurelle du pays de la Palestine.
La Palestine n'étant pas un État souverain, son économie est étroitement liée aux pressions de l’État israélien. L'économie du pays est avant tout dépendante de l’évolution du processus de paix au Proche-Orient. 80 % des échanges extérieurs et du déficit sont réalisés avec Israël. Le déficit commercial palestinien est passé de 800 millions de dollars en 1990 à 1,4 milliard de dollars en 1996 et à 1,7 milliard en 1998. Autre dépendance : celle à l’égard du secteur agricole. Il a représenté jusqu’aux années 1990, un quart du produit national brut et employait 40 % de la population active palestinienne. Si sa part s’est réduite en 1993 à 15 % du PNB et 22 % de la population active, c’est toujours plus que l’industrie qui souffre d’infrastructures et d’investissements publics et privés (davantage tournés vers l’habitat) insuffisants. L’économie palestinienne dépend également fortement de l’aide internationale.
La guerre de Gaza de 2023-2024 provoque l'effondrement de l'économie palestinienne. En 2024, près de 100 % de la population de la bande de Gaza vit dans la pauvreté.

## Historique

### Représentation palestinienne

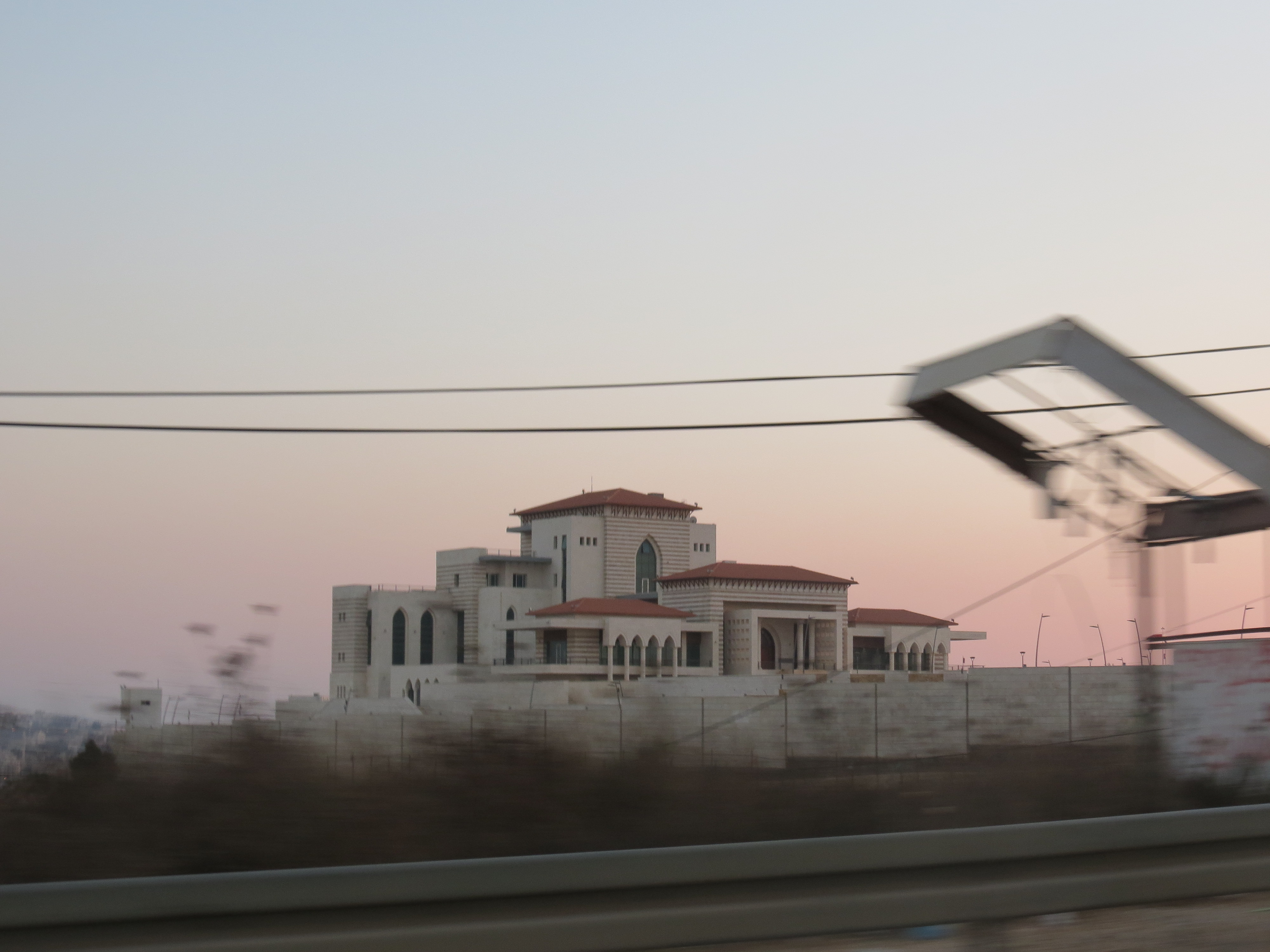
Palais présidentiel, Ramallah

Depuis sa création en 1964, l'OLP (Organisation de Libération de la Palestine) bénéficie d'un soutien financier et politique de plusieurs pays arabes tandis qu'elle est longtemps considérée comme une organisation terroriste par certains États occidentaux.

### Accord d'Oslo
Le 1er octobre 1993, 22 pays, les pays frontaliers et des institutions internationales, promirent de verser 2,4 milliards à l'autorité palestinienne pour favoriser la mise en place des accords d'Oslo.
Entre 1992 et 1996, la politique de développement de l'économie palestinienne ne fonctionne pas en Palestine et cette dernière voit son PIB baisser de 18,4%. Le taux de chômage passe également de 3% en 1992 à 28% en 1996. Globalement, l'économie palestinienne sous Oslo ne réussit pas à se relever et il y a un accroissement de la pauvreté dans la population.
Le PIB par tête a crû approximativement de 3 % entre 1994 et 1999 - la plus grande partie de la croissance étant concentrée dans les secteurs de la construction et du commerce (gros et détail, hôtels, restaurants).
Le taux de chômage a pu alors diminuer de manière significative, passant de près de 28 % en 1996 à approximativement 11 % en 1999.

### Blocus de Gaza
Israël impose un blocus de la bande de Gaza à partir de 2007 et l'arrivée au pouvoir du Hamas dans l'enclave palestinienne. 
Israël contrôle les points de passage piétonniers et commerciaux, mais aussi l'espace maritime et aérien de Gaza. Du fait de ce contrôle multiforme, certaines organisations de défense des droits humains considèrent Israël comme « la puissance occupante » de Gaza, bien qu'elle n'administre pas directement le territoire. 
Les autorités israéliennes rejettent la quasi-totalité des demandes d’autorisation de sortie des Gazaouis et régulent très strictement l’entrée des biens de consommation à Gaza, évitant ainsi la « catastrophe humanitaire » dont mettent en garde les ONG tout en interdisant tout développement économique. En février 2009, le président français Nicolas Sarkozy qualifiait Gaza de « plus grande prison à ciel ouvert du monde ». En 2010, le Comité international de la Croix-Rouge a déclaré que le blocus constituait une violation flagrante du droit international humanitaire.
La bande de Gaza n'a cessé de voir son développement reculer depuis l'instauration du blocus. Entre 2006 et 2022, le Produit intérieur brut (PIB) de la bande de Gaza n'a progressé que de 1,1 %, contre 5,1 % en moyenne en Cisjordanie. Le PIB réel par habitant a plongé de 27 %, passant de 1 994 dollars à 1 257 dollars.
Le blocus a étouffé le secteur industriel de Gaza, qui est resté stagnant tout au long de la période 2007-2022. Les nombreuses destructions d'infrastructures ont été désastreuses. Les investissements ont été inférieurs à 500 millions de dollars par an depuis 2007 et représentaient moins de 11 % du PIB en 2022. Le FMI a calculé que les bombardements israéliens de 2008-2009 ont détruit l'équivalent de plus de 60 % du stock de capital total de Gaza. La guerre de 2014 a entraîné une baisse de 85 % du stock de capital qui avait survécu à l'opération précédente. En 2022, le taux de chômage est de 45,3 %.

### Guerre de 2023-2024
La guerre de Gaza de 2023-2024 provoque l'effondrement de l'économie palestinienne. La représentante de l'Organisation internationale du travail explique que « l'impact de la guerre dans la bande de Gaza est allé bien au-delà des pertes en vies humaines, des conditions humanitaires désespérées et des destructions physiques. Elle a fondamentalement modifié le paysage socio-économique de Gaza, tout en affectant gravement l'économie et le marché du travail de la Cisjordanie. L'impact se fera sentir pour les générations à venir,. »
En 2024, près de 100 % de la population de la bande de Gaza vit dans la pauvreté. La destruction des immeubles d'habitation et des infrastructures, ainsi que les déplacements constants de populations ont provoqué l’arrêt de la plupart des activités économiques. La grande majorité des habitants souffre de sous-alimentation, tandis que l'ONU alerte sur une situation proche de la famine,.
En Cisjordanie, les barrières israéliennes à la circulation des personnes et des biens, les multiples restrictions commerciales et les perturbations de la chaîne d'approvisionnement ont conduit à une récession de 21,7 % sur une année. D'autre part, la Banque mondiale envisage un possible effondrement économique et budgétaire de l'Autorité palestinienne en Cisjordanie à la suite d'une série de sanctions imposées par Israël.
Le taux de pauvreté en Palestine est estimé à plus de 74 % en 2024 par le Programme des Nations unies pour le développement.

## Versement des taxes
Les accords d'Oslo prévoient le versement automatique par l’État israélien à l’Autorité palestinienne de toutes les taxes qui lui reviennent mais qu'il prélève lui-même (TVA sur les importations palestiniennes, taxes sur les carburants ou impôts sur les travailleurs palestiniens en Israël) et qui constituent les deux tiers de ses rentrées budgétaires. Le gouvernement israélien interrompt régulièrement ce versement afin d'étrangler financièrement l'AP.
Dès 1997, peu après la fondation de l'AP, le premier ministre israélien Benyamin Nétanyahou, suspend durant plusieurs mois les transferts. Ariel Sharon suspend à son tour les transferts durant les deux premières années (2000-2002) de la seconde Intifada et Ehoud Olmert les suspend durant un peu plus d’un an, entre la victoire du Hamas aux élections législatives palestiniennes de 2006 et la rupture, en 2007, entre la bande de Gaza contrôlée par le Hamas et la Cisjordanie administrée par l’AP. Benyamin Nétanyahou bloque à nouveau régulièrement les transferts, durant son deuxième passage à la tête du gouvernement entre 2009 à 2021, dès que s’ébauche un rapprochement entre l’OLP et le Hamas, puis en décembre 2022, un mois après son retour au pouvoir, pour sanctionner la saisine par la Palestine de la Cour internationale de justice sur l'occupation israélienne. Les versements sont à nouveau bloqués depuis le début de la guerre à Gaza en octobre 2023.

## Aide internationale

Logo de l'UNRWA

Entre 1993 et 2020, les territoires occupés auraient bénéficié de 46,4 milliards de dollars (42,38 milliards d’euros) d’aide au développement, dont la moitié environ est versée par l’Europe,. Les États-Unis et l'Union européenne via l'UNRWA, l'agence des Nations unies pour les réfugiés palestiniens, sont les principaux contributeurs de l'aide aux Palestiniens. Depuis les années 2000, l'Union européenne a financé l'UNRWA de 1,6 milliard d'euros. Les États-Unis ont donné en assistance 5 milliards de dollars aux Palestiniens et 5,6 milliards à l'UNRWA depuis 1950 selon un rapport du Congrès américain de 2016. Les États-Unis entendaient ainsi endiguer la progression communiste d’abord, puis nationaliste et islamiste. L’agence USAID, en charge de l'aide américaine, à lancé la fin des années 1970 un programme dédié à l’amélioration du bien-être et de la qualité de vie dans les territoires occupés, avec pour objectif de réduire l’influence de l’OLP et d’encourager une opinion publique plus favorable à l’accord pour une autonomie palestinienne restreinte.
L’UE n’a pas su empêcher la destruction régulière par les forces d'occupation israéliennes d’institutions et d’infrastructures établies et entretenues à ses frais.
Des associations et ONG mobilisent leurs efforts pour venir en aide aux Palestiniens, telle l'organisation ACT (Aksi Cepat Tanggap) basée en Indonésie et active dans la bande de Gaza depuis 2009 où elle a financé le creusement de puits, fourni des générateurs et du carburant diesel à diverses institutions, construit des poulaillers et des bateaux de pêche et fourni du matériel médical. Depuis avril 2017, elle gère en outre un programme d'assistance aux réfugiés palestiniens en leur fournissant des cartes d'achat numériques.
De 1993 à 1997, l'économie palestinienne connaît des déboires financiers[réf. à confirmer]. Les aides internationales permirent de sauver l'économie locale et d'installer l'administration palestinienne[réf. à confirmer]. En 1994-1995, le manque d’efficacité des aides et le manque de coordination entre les diverses agences d'aides, marque des tensions entre la communauté internationale et les dirigeants de l'Autorité palestinienne[réf. à confirmer].
| Conclusion de la conférence de Paris | Conclusion de la conférence de Paris |
| Type d'assistance                    | Milliards de dollars ($)             |
| ------------------------------------ | ------------------------------------ |
| Support budgétaire                   | 1,5                                  |
| Assistance humanitaire               | 1,1                                  |
| Projets                              | 2,1                                  |
| Autres aides                         | 0,8                                  |
| Somme allouée                        | 2,2                                  |
| Somme totale 2008–2010               | 7,7                                  |

C’est l’aide internationale, en particulier, qui a permis à l’Autorité palestinienne d’entretenir une administration pléthorique. Les salaires ainsi versés, et pour une large part redistribués ensuite au sein de la population, contribuent au maintien du niveau de vie à un niveau tolérable. Mais l’appareil de l’Autorité palestinienne est disproportionné : en 2025, on comptait 180 000 fonctionnaires. Et cet appareil est surtout inégalement réparti, puisque la sécurité représente à elle seule près de 60 000 emplois, tandis que le secteur de la santé est délaissé et progressivement privatisé.
Après la victoire du Hamas aux élections législatives du 25 janvier 2006, les États-Unis et l’UE suspendent toute aide directe ou projet mené en coopération avec l'Autorité palestinienne, suivis par le Canada, le Japon, la Norvège et Israël qui gèle les taxes promises à l'Autorité palestinienne par les accords d'Oslo. Ces transferts représentent quelque 50 millions de dollars mensuels. L'UE concentre ses efforts sur la réponse aux besoins strictement humanitaires de la population,. Un nouveau mécanisme d’assistance est établi dans lequel le secteur privé et les ONG locales et internationales sont invités à se substituer à l’AP. Ce boycott diplomatique et financier conduit à une crise politique sans précédent en Palestine et au durcissement des dissensions Hamas-Fatah.
En 2007, à la suite de la conférence de Paris (intitulée « Conférence internationale des donateurs pour l'État palestinien » ), soixante-huit pays s'engagent à réunir 7,7 milliards de dollars pour soutenir les réformes et les programmes de développement de l'Autorité palestinienne (dont est désormais exclu le Hamas). La bande de Gaza, administrée par le Hamas, devrait être exclue du programme.
À la suite de la guerre de Gaza de 2008-2009, 4,5 milliards de dollars sont collectés pour les reconstructions de la bande de Gaza et sont utilisés par le gouvernement local. En 2008, Mahmoud Abbas visite l'Inde, et reçoit 20 millions de dollars d'aide du gouvernement indien. Selon la Banque mondiale, l'autorité palestinienne aurait reçu 525 millions $ d'aides internationales durant les 6 premiers mois de 2010, 1,4 milliard $ en 2011 et 1,8 milliard $ en 2008.
En 2018, Donald Trump fait suspendre l’aide financière américaine à l’Autorité palestinienne tant que cette dernière continuerait à verser des allocations à des Palestiniens étant liés à des entreprises «terroristes» selon les critères des autorités israéliennes.

### Incidence sur les prisonniers
Les banques arabes et internationales hésitent à effectuer des transactions avec les Palestiniens pour des raisons juridiques et de réputation (financement d’un gouvernement, dans le cas de Gaza, dont les membres appartiennent à une organisation jugée comme terroriste par certains États) comme le montre le tableau ci-dessous affichant les salaires payés aux prisonniers (ou dits « combattants ») en Israël et à leurs familles, notamment 300 millions de dollars en 2016, qui représentent 7 % du budget palestinien et plus de 20 % de l'aide étrangère annuelle à l'AP[réf. nécessaire]:

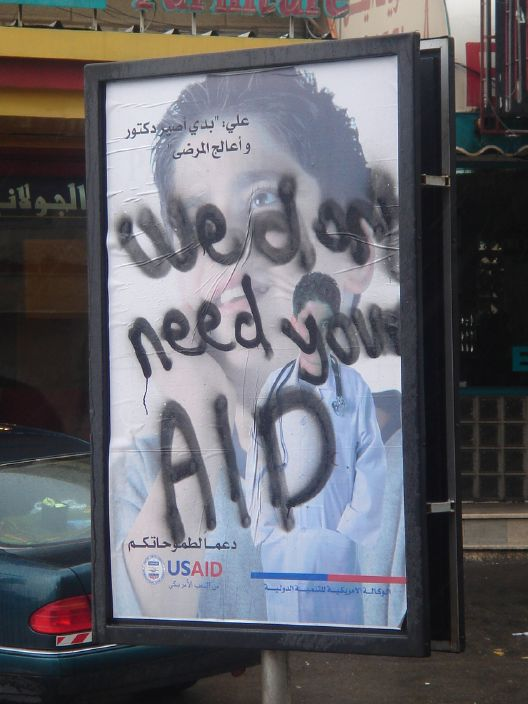
Affiche de l'US-AID taguée d'un « Nous n'avons pas besoin de votre aide », Ramallah, 2007

Les Palestiniens emprisonnés en Israël pour terrorisme pour une durée de 3 à 5 ans, sont éligibles à recevoir un salaire de 570 dollars, tandis que pour une peine de plus de 30 ans, plus de 3 400 dollars par mois sont promis, représentant une somme 20 fois supérieure au revenu national par habitant. Yasser Arafat en 2002 ordonne au ministère des Finances à verser 2 000 dollars aux familles des prisonniers. Mahmoud Abbas publie un décret en février 2025 révoquant ces allocations bénéficiant aux familles des prisonniers détenus ou des Palestiniens tués par Israël, répondant ainsi à une demande de longue date de Washington.
Certains commentateurs critiquent la suspension de certaines aides internationales, comme créant un climat favorable à des violences,. Au contraire, selon le Forum du Moyen-Orient, un lobby pro-israélien aux Etats-Unis, il existe une corrélation positive entre l'augmentation des aides internationales et le nombre d'actes de violence palestinienne,,. Le gouvernement palestinien subventionne les attentats avec ces aides selon le média "The tower". L’Autorité palestinienne estime au contraire que ces aides sont une manière de soutenir des familles qui perdent l’apport d’un salaire, et peuvent subir des saisies ou des démolitions de biens. L'AP a aussi œuvré à réduire ces subventions lorsqu’elles étaient susceptibles de bénéficier à des membres du Hamas. D'autres critiquent le manque de traçabilité des sommes versées à l'Autorité palestinienne, dont 40 % du budget restent inconnus, et qui utiliserait une partie des sommes à des fins personnelles ou bien dans l'armement.

## Secteurs de l'économie

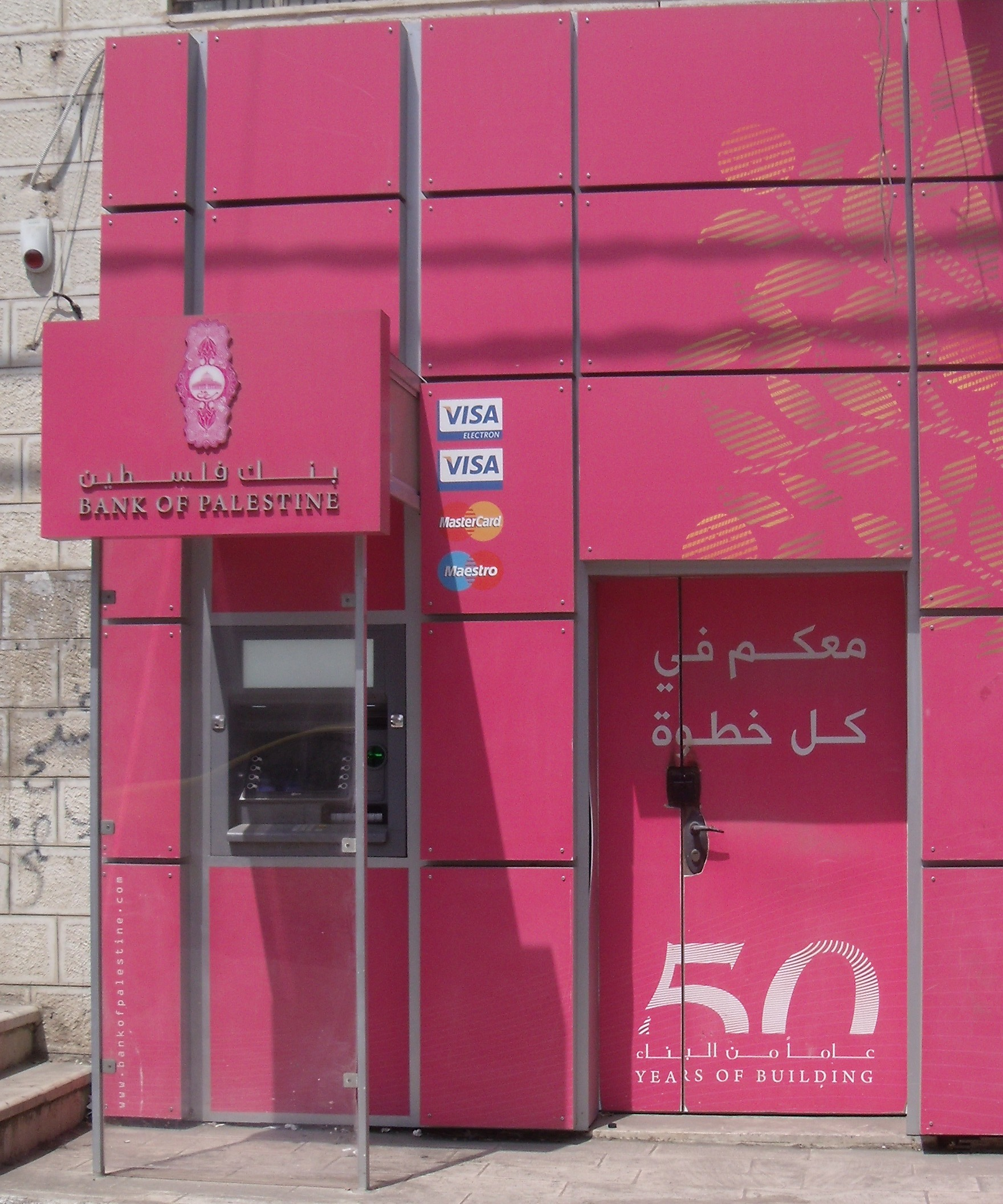
Distributeur automatique de billets de la Banque de Palestine à Ramallah.

| Industrie   | 8    | 12 | 17   | 12   | 16 |
| Services    | 11.5 | 21 | 62.6 | 70.2 | 65 |
| Agriculture | 29   | 14 | 10   | 10   | 8  |

### Agriculture
En 1969, l'agriculture représentait 50 % des emplois dans les territoires palestiniens, une proportion tombée à 6,5 % en 2022,. Les travailleurs agricoles sont majoritairement des femmes.
Quelque 183 000 hectares de terres sont cultivés (dont la moitié sont des oliveraies,). Dans le détail, 90 % des terres agricoles se situent en Cisjordanie et 10 % dans la bande de Gaza). L'agriculture palestinienne représente 4 % du PIB.
La colonisation israélienne a d’importante répercussions sur le secteur agricole. Ainsi, dans la vallée du Jourdain en Cisjordanie, 86 % des terres agricoles sont exploitées par des colons israéliens. Depuis 2005 l'accès de cette vallée est sévèrement contrôlé et interdit aux Palestiniens qui n'en sont pas résidents.
Deux fois par an, en décembre-janvier et avril, Israël pulvérise de l’herbicide sur une « zone tampon » (zone de sécurité large de 50 à 300 mètres) depuis la clôture de séparation séparant Israël de la bande de Gaza. Les produits chimiques provoquent néanmoins des dégâts au-delà, jusqu’à plus d'un kilomètre à l'intérieur des terres.[Information douteuse] Quelque 400 ha de terres agricoles seraient ainsi impactées.

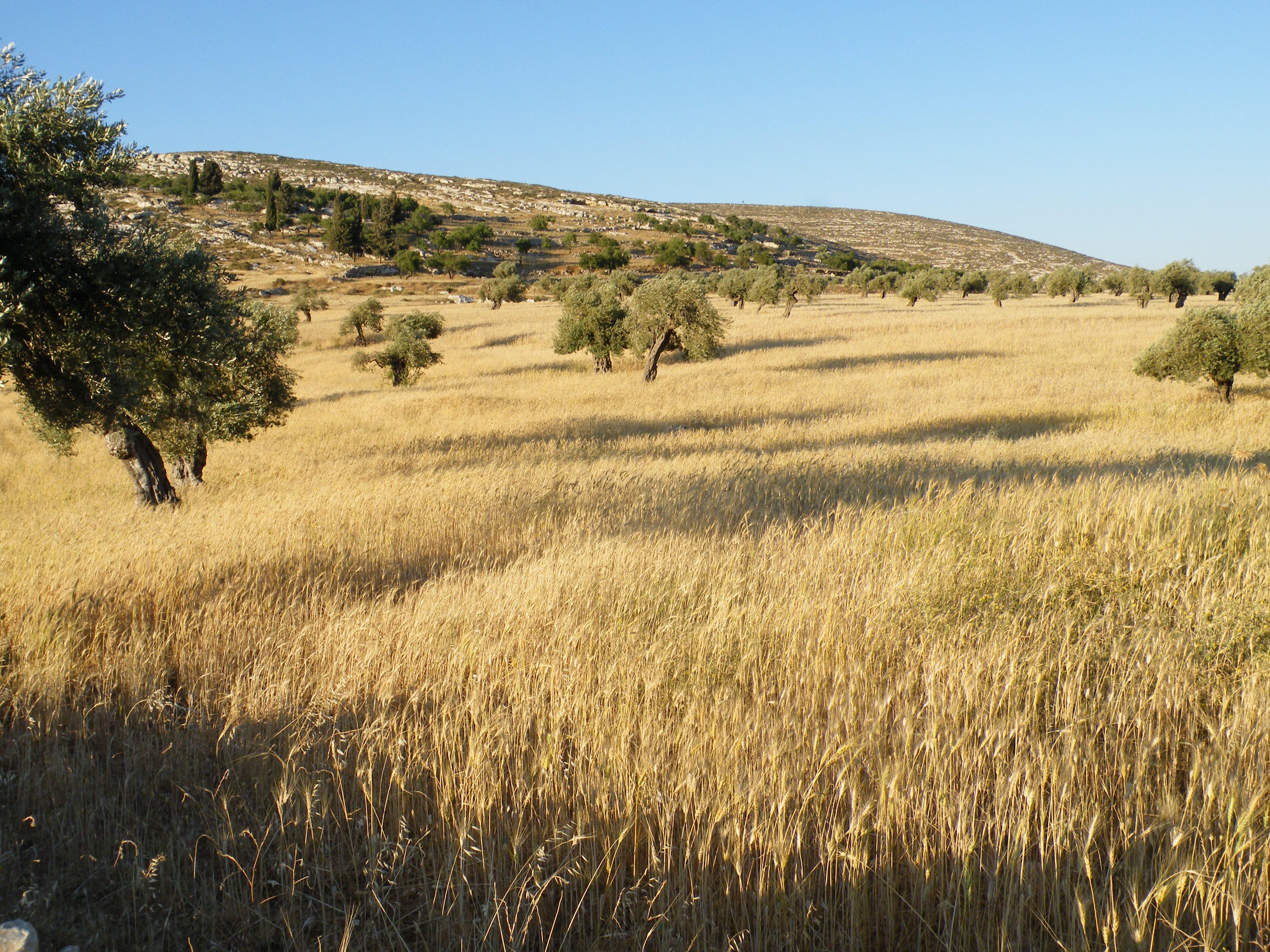
Champ à Yanun (à 12 km de Naplouse), 2009
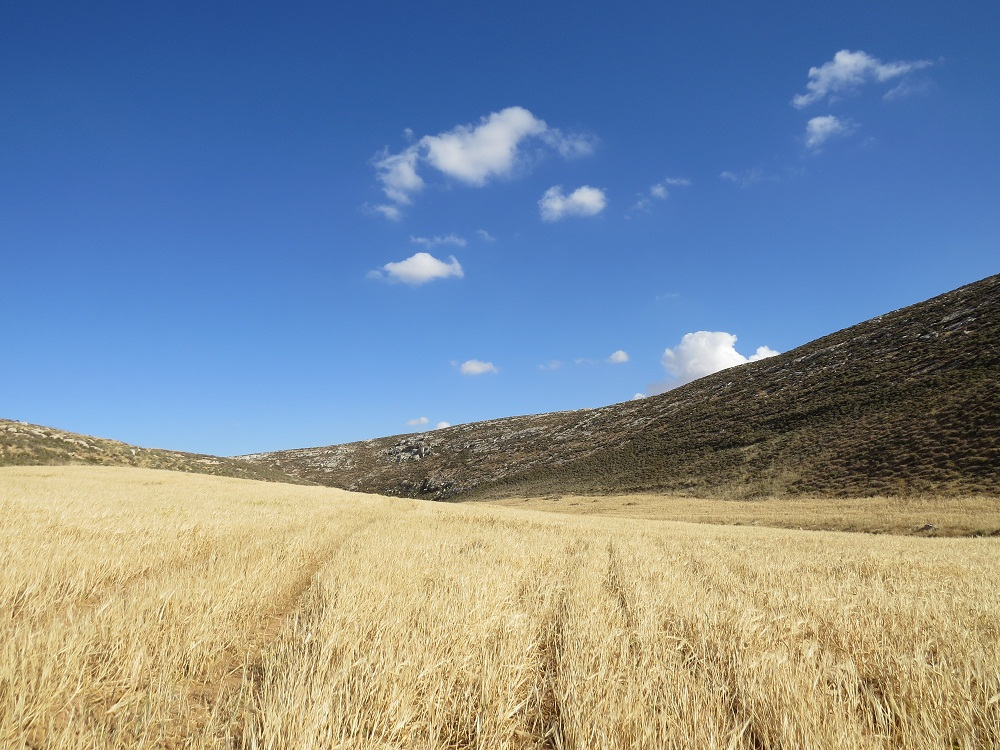
Champ de blé, 2013
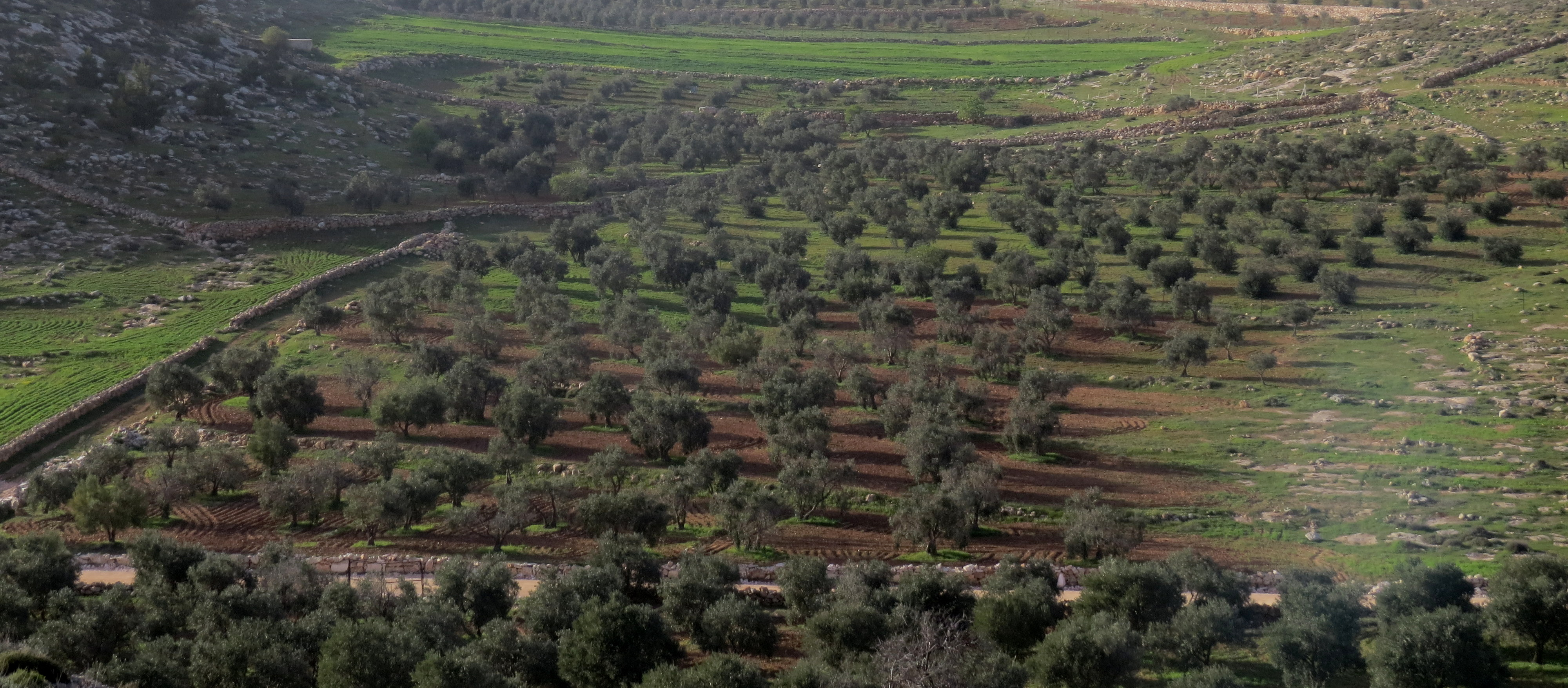
Oliveraie à as-Samu (à 12 km d'Hébron), 2013
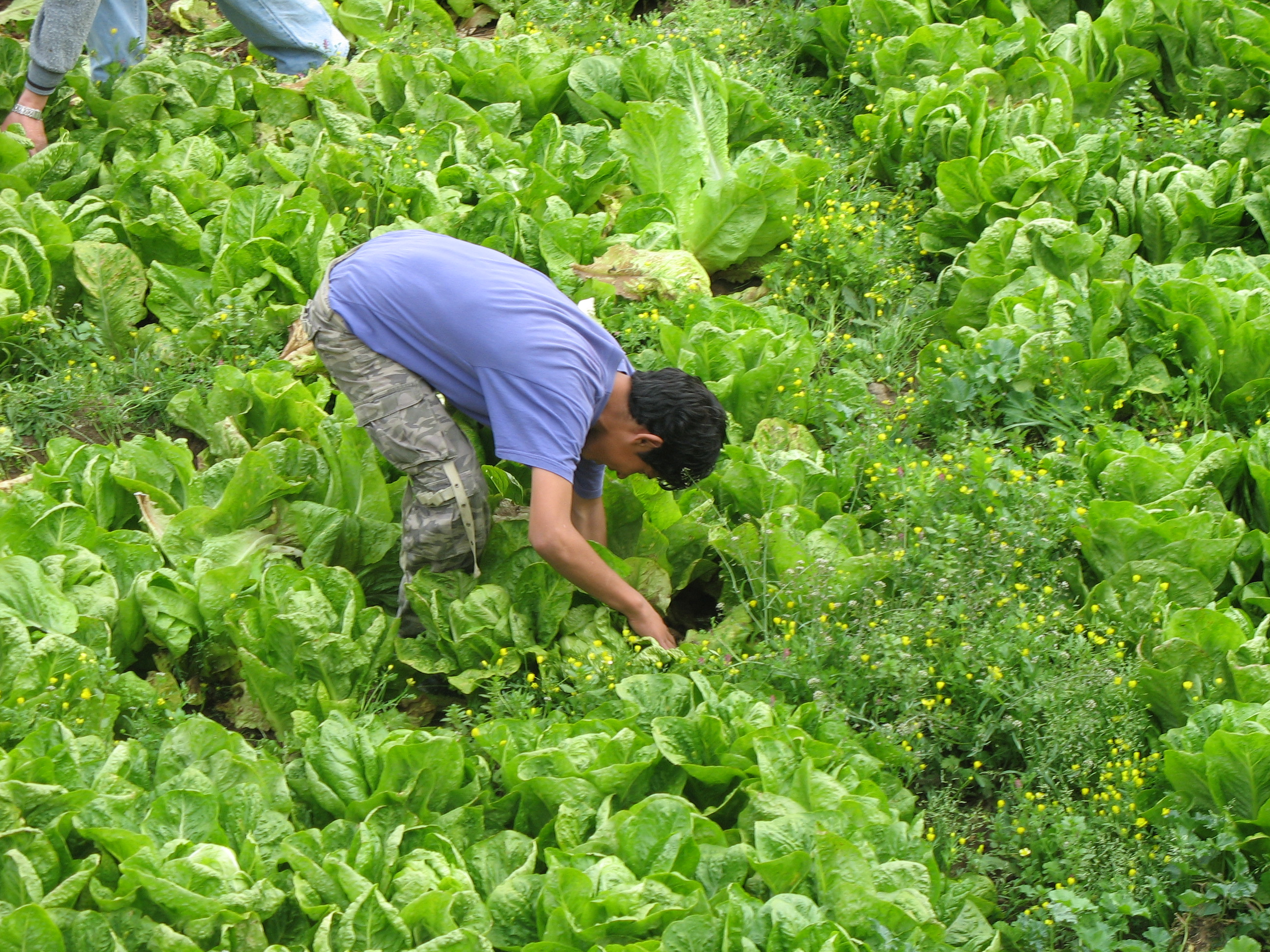
Production de laitues à Irtas (au sud de Bethléem)
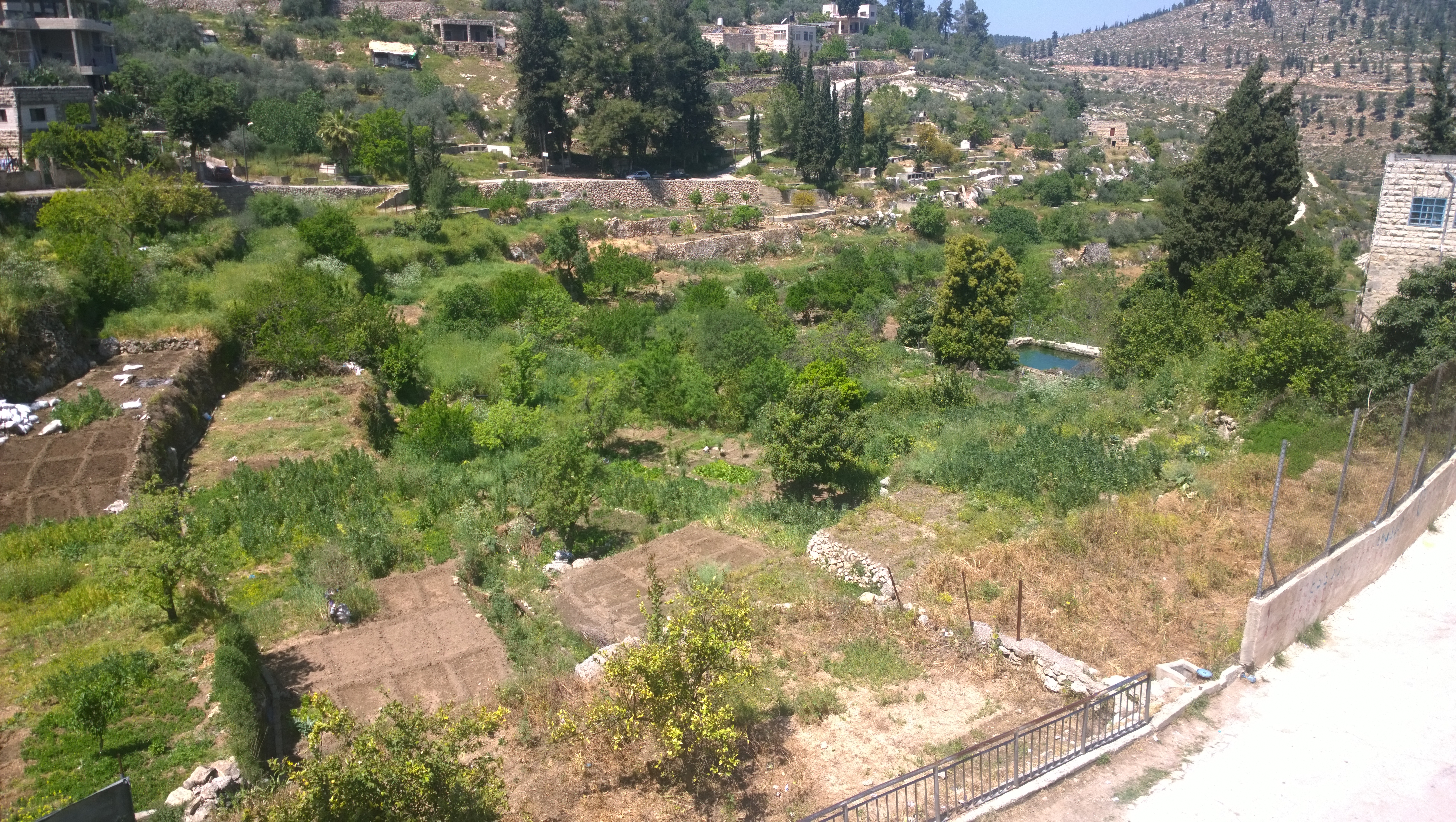
Maraîchage en Cisjordanie

#### Pêche

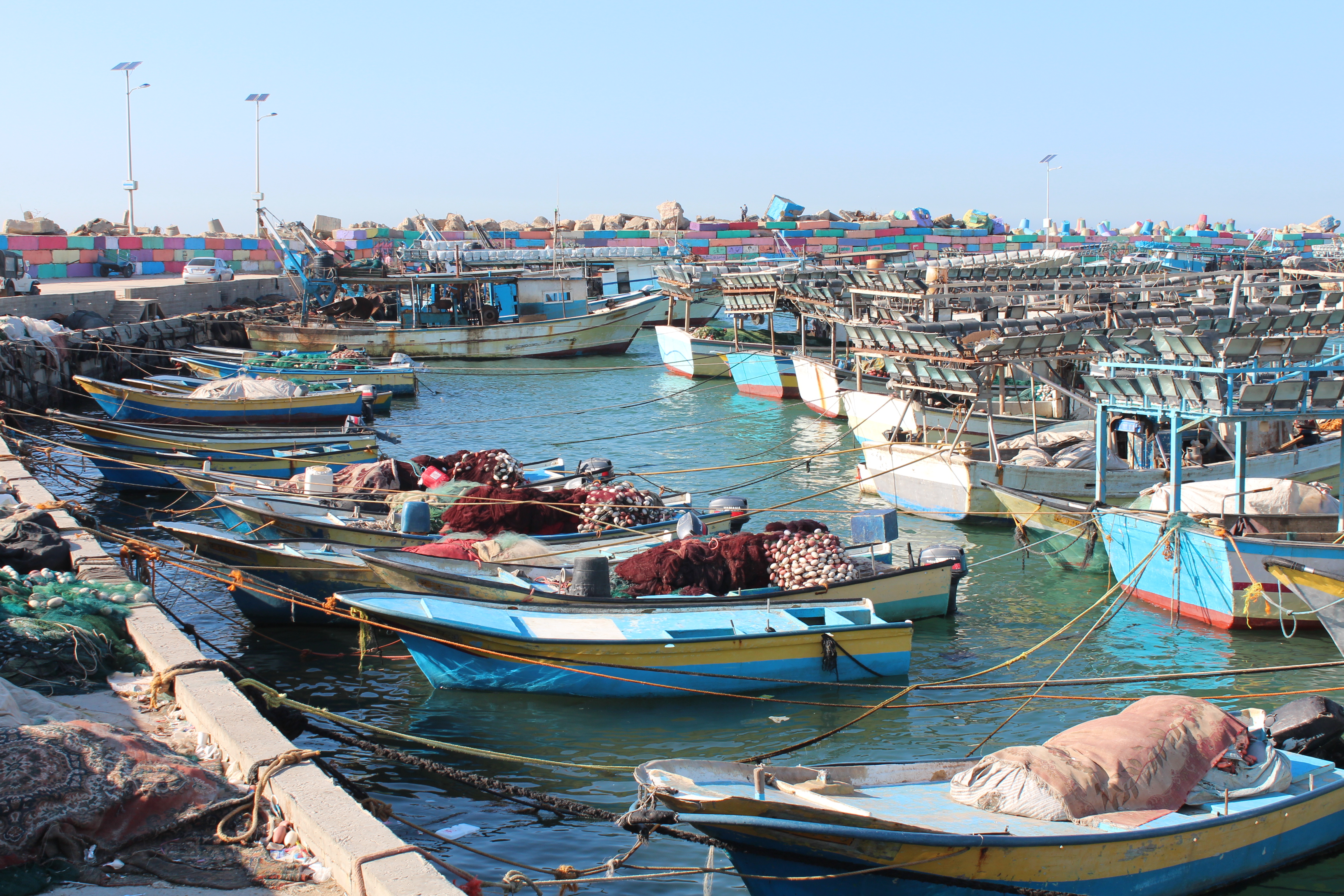
Port de Gaza, 2015

En 2014, selon le ministre de l'Agriculture de la Palestine, les pêcheurs palestiniens pêchent 2 853 840 poissons. Le nombre de pêcheurs passe de 3 319 en 2000, à 4 341 en 2014 et le nombre de bateaux de pêche passe de 726 à 1 071.
L'accord intérimaire d'Oslo, stipule que les pêcheurs palestiniens sont autorisés à pêcher à l'intérieur d'une zone s'étendant sur 20 milles marins. La marine israélienne a souvent restreint la zone de pêche allant jusqu'à de 6 milles marins en période de conflit avec le Hamas.

### Industrie

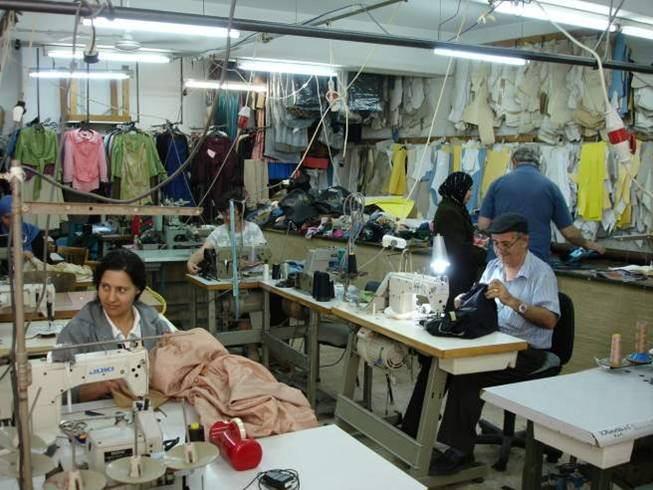
Atelier de confection à Bethléem, 2009

Les principales industries palestiniennes sont celles de l'extraction du marbre et de la pierre, avec 1 650 entreprises palestiniennes; l'industrie agro-alimentaire, dont l'huile d'olive représente 15 à 20 % de la production ; l'industrie pharmaceutique, représentant 8,8 millions de dollars d'exportations de médicaments génériques vers l'Algérie et l'Europe de l'Est ; et ensuite l'industrie du textile, de la chaussure et des hautes technologies.

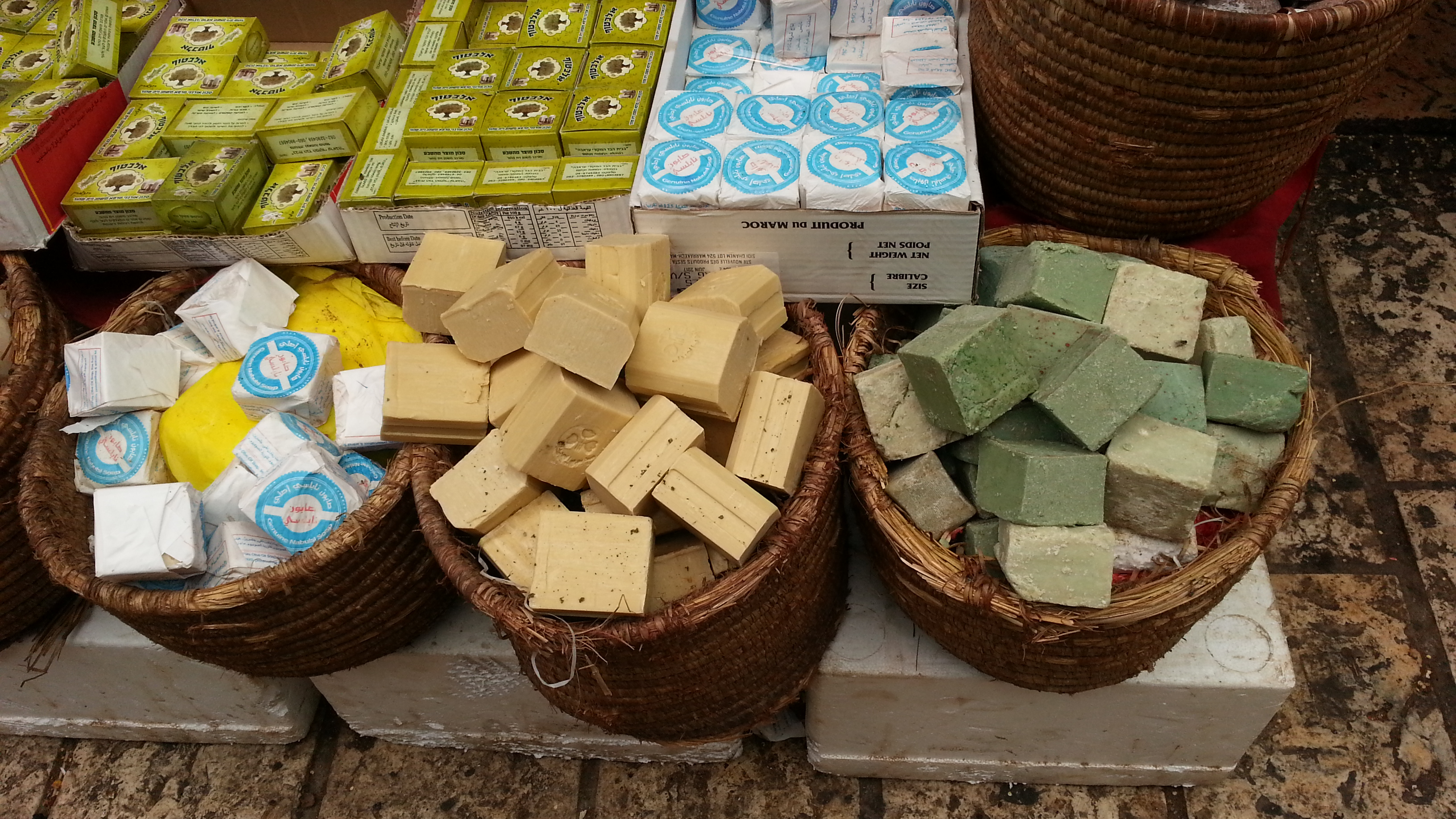
Emballés en bleu et blanc, savons à l'huile d'olive produits à Naplouse

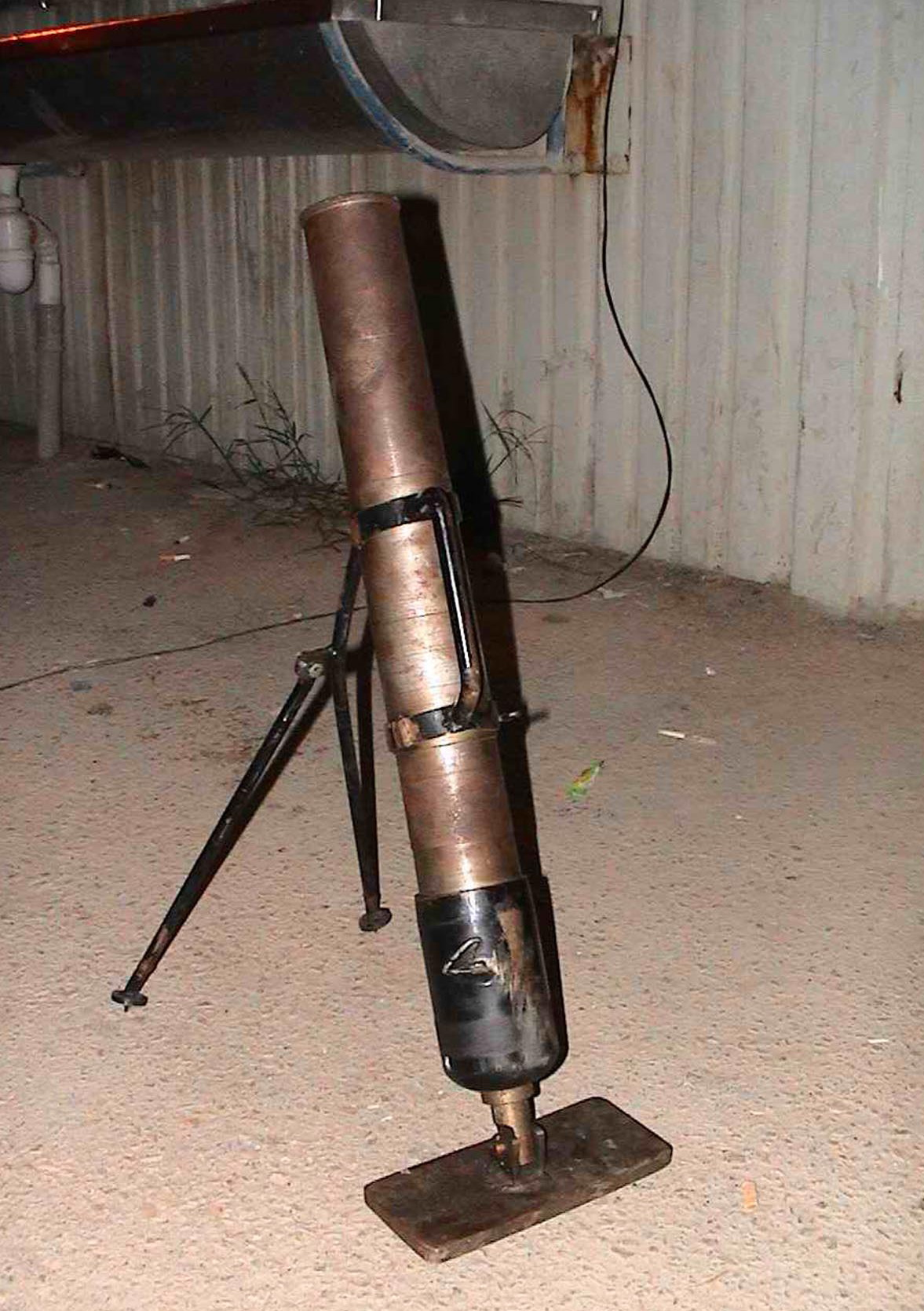
Rocket Qassam à Tel al Hawa

#### Armement
Depuis 2001, la bande de Gaza produit des roquettes Qassam d'une valeur de production de 800 $ l'unité. Le Hamas produit également des missiles anti-tank (Yasin RPG, al Bana RPG, al Batar RPG). Les milices de la bande de Gaza produisent différentes sortes de roquettes utilisées pour attaquer Israël, : Qassam (Type 1, 2, 3 et 4), al Quds Type 101, 2 et 3 MRL, al Nasser 3 et 4, Saria-2, Kafah, Jenin-1, Arafat (Type 1 et 2), Aqsa-3 et Sumoud rocket, etc.,. En 2014, le Hamas possède 10 000 roquettes (dont un certain nombre ont été importées).

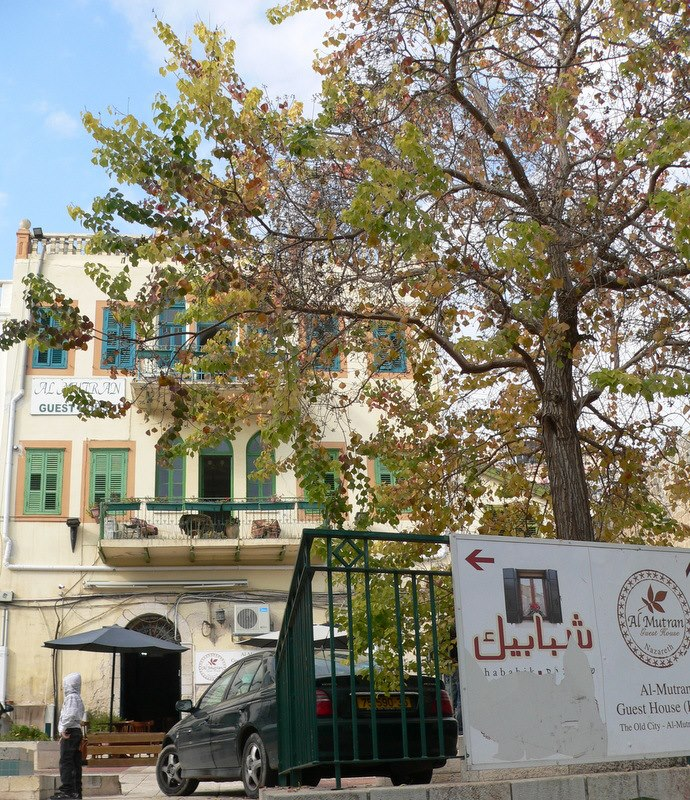
Tourisme à Nazareth, maison d'hôtes, 2012

### Tourisme
Le tourisme prit de l'importance avec la signature des accords d'Oslo. Après la seconde intifada, l'industrie du tourisme décline de 90 %, mais depuis 2010, 4,5 millions de touristes visitent les territoires palestiniens chaque année. Le tourisme principal concerne les sites du christianisme et la plupart des touristes sont des religieux chrétiens.

### Énergie
Les territoires palestiniens produisent 445 millions de kilowatts-heures d'électricité (ce qui correspond à 10 % de la demande). Le reste des besoins en pétrole, en gaz naturel et en électricité provient principalement d'Israël.
En 2018, l’association pro-palestinienne al-Rowwad pour le développement de la société a fourni au ministère de la Santé de la bande de Gaza 112 000 litres de carburant diesel pour les générateurs d’hôpitaux. L'association Miles of Smiles, entrant régulièrement à Gaza par le pont de Rafah, fournit de l'essence aux hôpitaux palestiniens,.

## Commerce

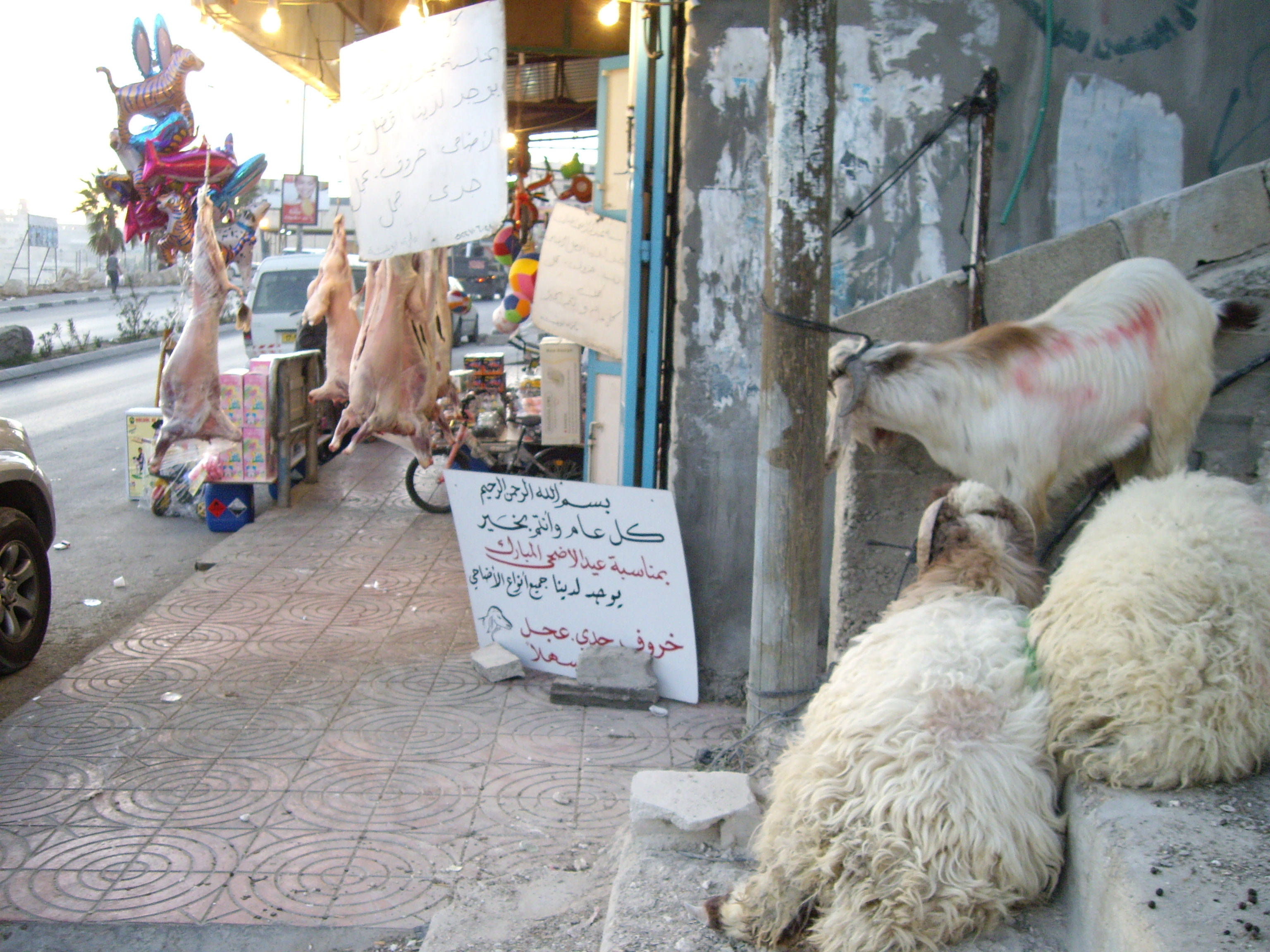
Exemple de commerce palestinien : une boucherie et un magasin de jeux pour enfants. À droite, du bétail vivant.

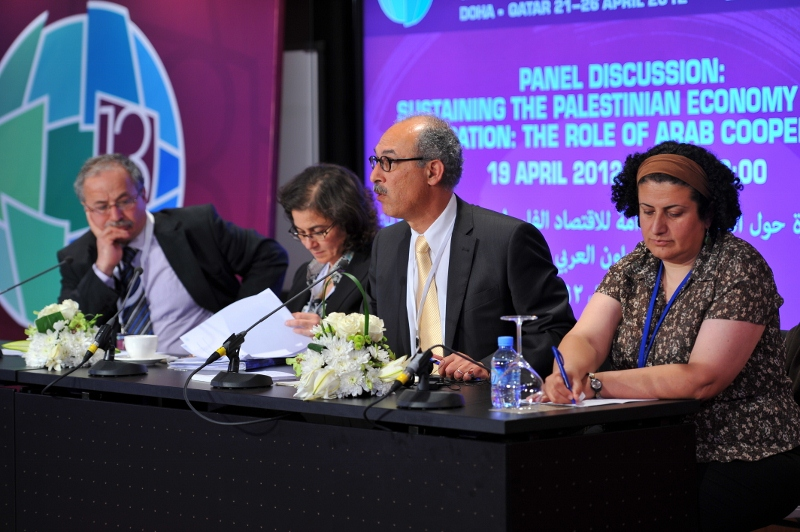
Conférence « Soutenir l'économie palestinienne sous occupation : le rôle de la coopération arabe », avril 2012

Depuis 1967, le commerce de la bande de Gaza et de la Cisjordanie est particulièrement axé sur Israël. En 2008, Israël représente 81 % des importations et près de 89 % des exportations des territoires palestiniens et la majorité d'entre elles concernent des produits à faible valeur ajoutée nécessitant un niveau de transformation minimal.

### Importations
Parce que la bande de Gaza n'a jamais eu un port en eau profonde capable de traiter des navires commerciaux de charge, tous les échanges commerciaux de Gaza ont toujours été menés par ses passages frontaliers avec Israël et l'Égypte.
Il est estimé que la bande de Gaza et la Cisjordanie importent pour 6,261 milliards en 2013 et 5,683 milliards de dollars américains en 2014.
L'économie de Gaza dépend fortement des importations en provenance et à travers Israël. En 2022, les importations totales ont atteint 54 % du PIB pour Gaza. Parallèlement, les exportations totales sont restées bien inférieures, s'élevant à 6,5 % du PIB pour Gaza. Plus des deux tiers des importations de Gaza viennent d'Israël et 83 % des exportations sont dirigées vers Israël. En 2022, la Palestine accusait avec ce pays un déficit commercial de 5,3 milliards de dollars, soit 28 % de son PIB.

#### Depuis Israël

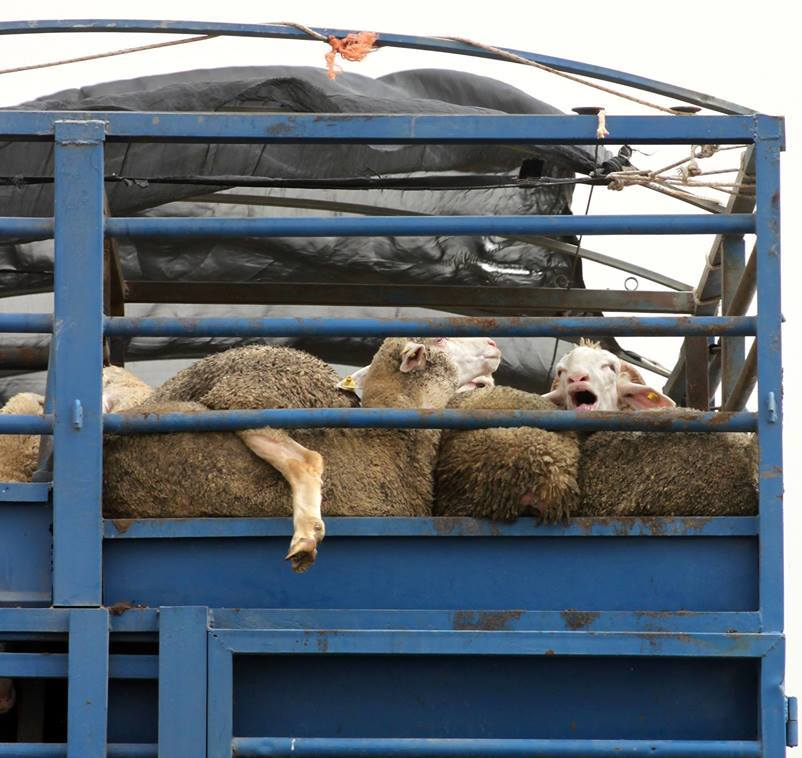
1 500 moutons initialement tous vivants envoyés par avion de Serbie jusqu'à l'aéroport Tel Aviv Ben Gourion en Israël pour être acheminés jusqu'à Ramallah, septembre 2015

Le poste-frontière de Kerem Shalom en Israël près de la frontière égyptienne est le seul point de passage commercial actif reliant Gaza et le reste du monde.

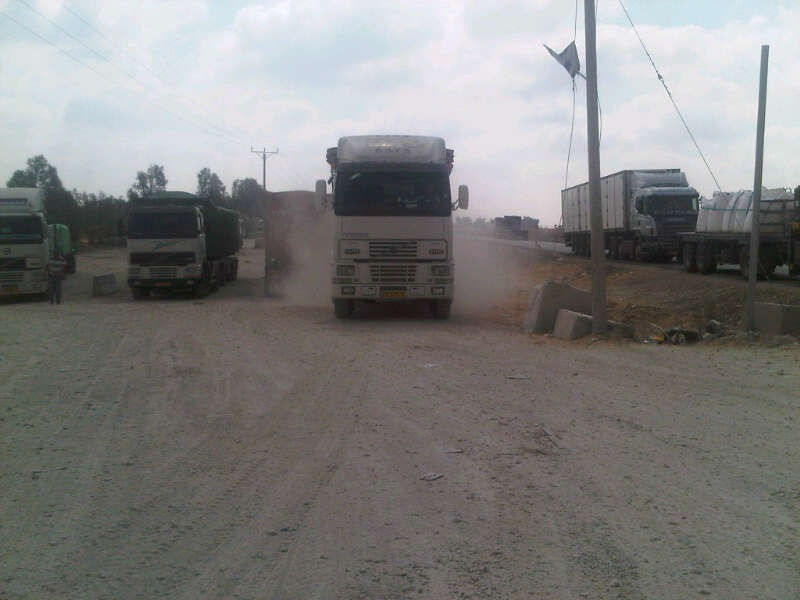
Entrée de camions de marchandises et d'essence vers Gaza, 2011

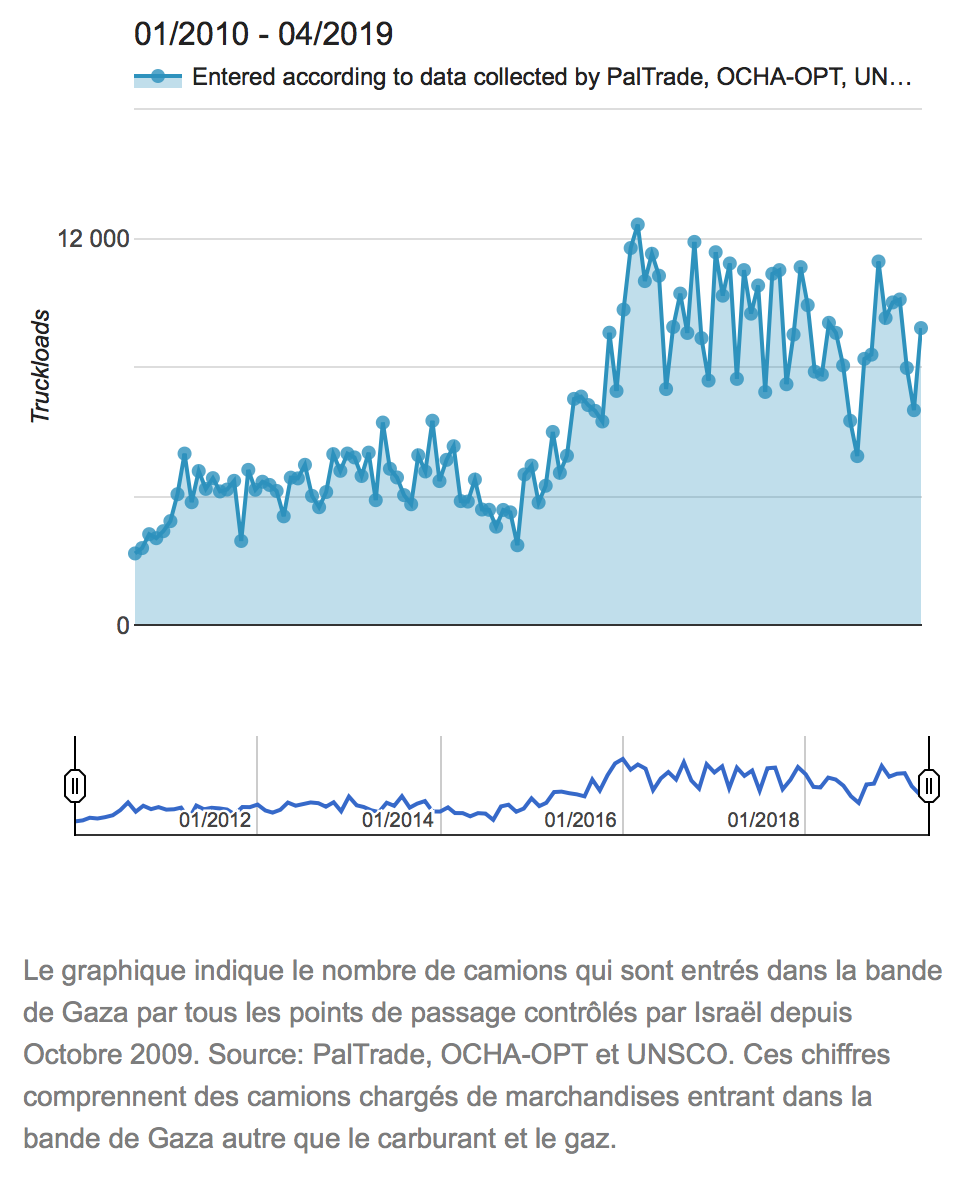
Entrée de camions dans la bande de Gaza via Israël entre 2009 et 2019

#### Depuis l'Égypte
En 2015, seulement 31 727 tonnes de ciment sont importées depuis l'Égypte, ce qui est faible comparé aux 3,2 millions importées depuis Israël et à la quantité de ciment nécessaire. Des camions traversent constamment la frontière, tels ceux de  l'association Miles of Smiles, dirigée par Issam Yusuf, qui entre régulièrement (34e convoi en 2018) dans la bande de Gaza par le pont de Rafah pour fournir de l'essence aux hôpitaux palestiniens et autre matériel médical pour un montant s'élevant à 100 000 $ en 2019,. Néanmoins, l'Égypte refuse d'ouvrir le point de passage de Rafah plus qu'un nombre limité de jours par an, tant que l'Autorité palestinienne ne gouvernera pas le territoire et pour empêcher que « le problème de Gaza » et des trafics illégaux, ne se déplacent en Égypte.

##### Tunnels de contrebande

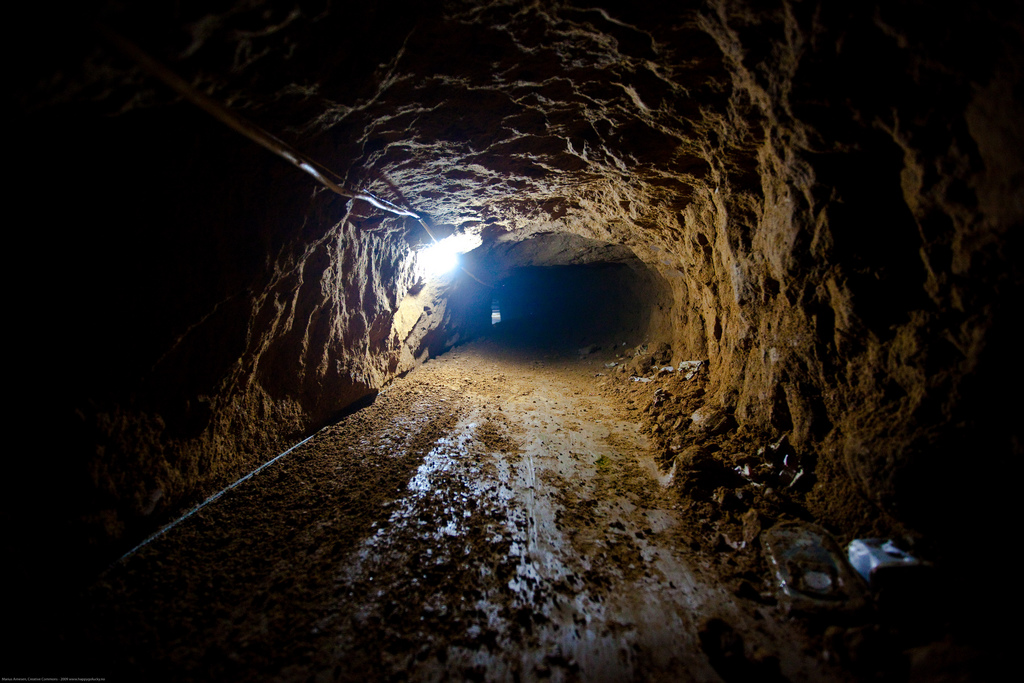
Tunnel de contrebande à Rafah, 2009

Un réseau de tunnels de contrebande passe en dessous de la frontière égyptienne et permet d'importer des armes, des matériaux, des marchandises et même des personnes dans la bande de Gaza. En 2009, l'Égypte construit une barrière souterraine pour bloquer les tunnels existants. En 2013-2014, l'armée égyptienne détruit la plupart des 1 200 tunnels de contrebande qui sont utilisés, en même temps qu'un tribunal égyptien interdit désormais toutes les activités du Hamas en Égypte. La zone tampon entre l’Égypte et la bande de Gaza passe de 100 mètres à 5 kilomètres.
En 2011, après la chute du régime d'Hosni Moubarak, l’Égypte assouplit les restrictions à sa frontière avec la bande de Gaza, ce qui permet aux Palestiniens de traverser librement (à l'exception des hommes de moins de 40 ans). Israël dénonce cette décision, mettant en cause des risques sécuritaires, tandis que les autorités égyptienne indiquent qu'elles procéderont à des fouilles minutieuses de tous les passagers. Les personnes quittant Gaza devront également être munies de cartes d'identité délivrées par Israël. La participation de l’Égypte au blocus de Gaza instauré par Israël a été l’une des politiques les plus impopulaires de l'ancien dictateur Moubarak, le peuple égyptien étant réputé largement acquis à la cause palestinienne.

#### Depuis la Jordanie
En 1966, alors que la Cisjordanie fait partie du royaume hachémite, elle importe pour 71,4 $ millions. En 1987, les importations passe à 8,7 $ millions (8 % de ses importations).

### Exportations

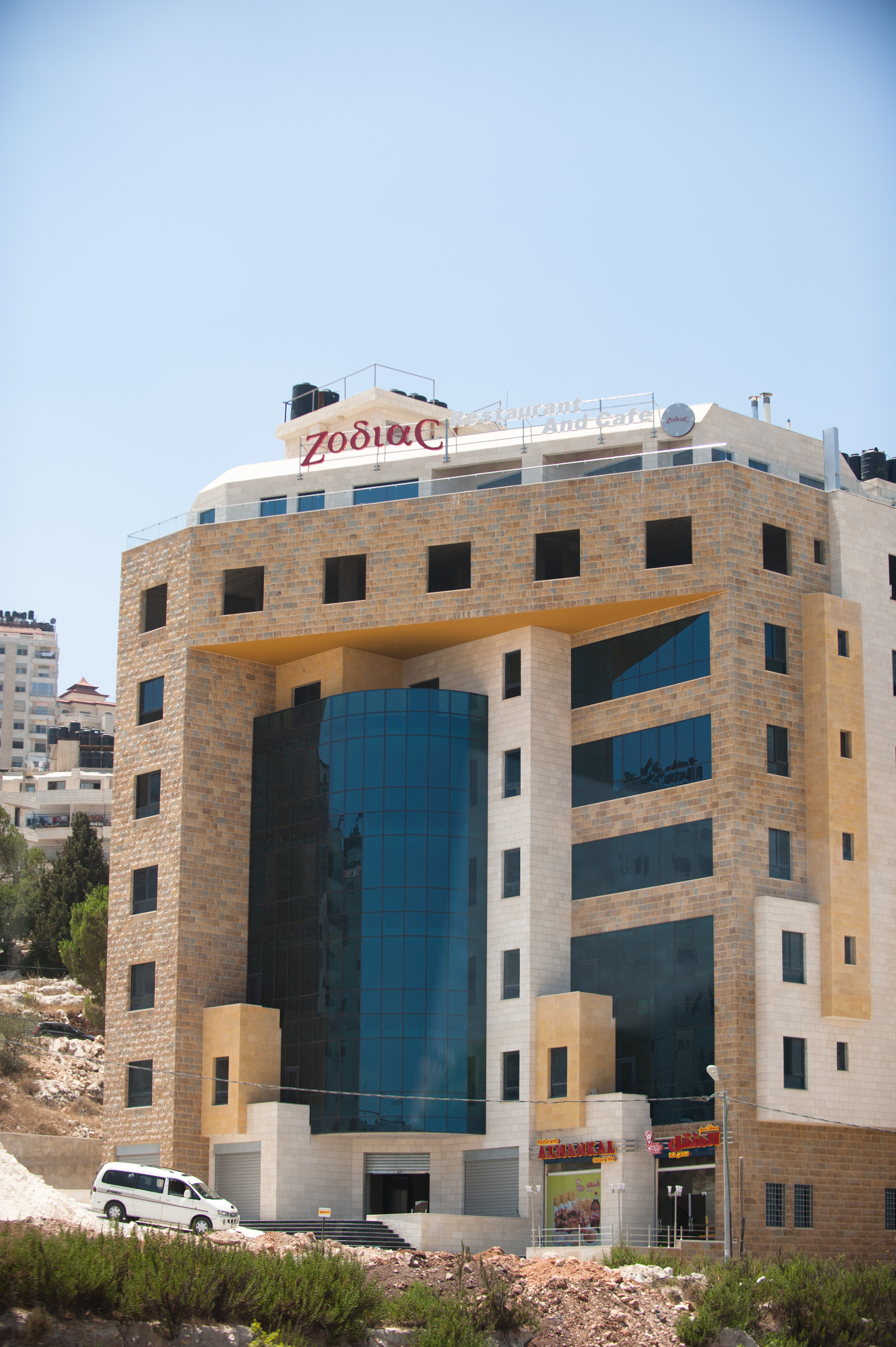
Building à Naplouse

Depuis octobre 2014, près de 6 millions de tonnes de produits industriels (principalement textiles et meubles) et des produits agricoles (y compris les poissons) ont été exportés de Gaza via Israël, et mis en marché en Cisjordanie, en Israël et à l'étranger.
En octobre 2019, l'Autorité palestinienne demande de boycotter les viandes de bovin et de mouton israélien qu'Israël les force à acheter, de façon à pouvoir accéder à des produits moins chers venus d'autres pays. En décembre, l’Autorité palestinienne stoppe son embargo sur le bétail israélien après qu'Israël a permis aux Palestiniens d’exporter des œufs sur le marché israélien et d’importer des viandes de l’étranger toutefois soumises à une quarantaine. Un mois plus tard, l’AP change sa position, interdisant à nouveau les importations de bétail d'Israël car selon elle, les Israéliens ne respecteraient pas les termes de l’accord.
Le gouvernement israélien décide alors en février 2020 d'interdire les importations de produits agricoles en provenance de Cisjordanie, territoire palestinien occupé par Israël depuis 1967. En réponse à cette mesure, l’Autorité palestinienne décide de bloquer l’entrée de certains produits de consommation israéliens sur son territoire. Israël annonce alors interdire aux agriculteurs palestiniens l’exportation de leurs produits.

### Économie d'avenir

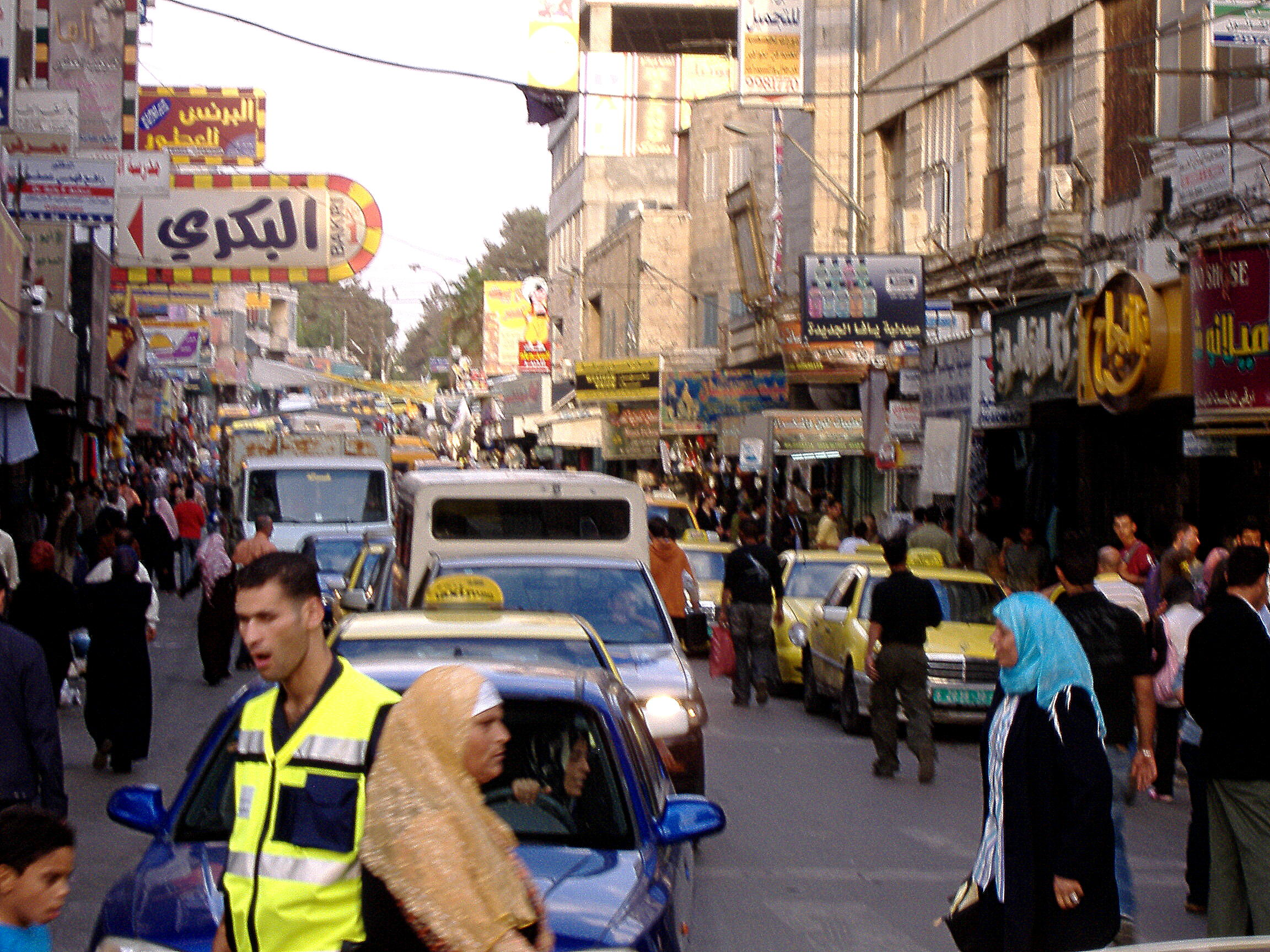
Rue commençante de Ramallah

Pour penser au développement de l'économie du futur État palestinien, avant toute politique commerciale indépendante, la Banque mondiale indique que ce dernier a le choix entre trois principales options de régime commercial :
- Une union douanière (CU) avec Israël, qui serait la continuation améliorée de la situation actuelle. Cependant, il faut supposer que la situation en matière de sécurité s'est améliorée et que la Customs Union est pleinement mise en œuvre.
- Une politique commerciale non discriminatoire où seraient appliqués les tarifs de la nation la plus favorisée à tous les partenaires commerciaux, sans exception.
- Un accord de libre-échange (ALE) avec Israël et d’autres pays.

Une fois la décision du type de régime commercial envisagé pour un État futur, l'Autorité palestinienne devra rapidement mettre en place l'infrastructure juridique, institutionnelle et physique nécessaire à sa mise en œuvre.

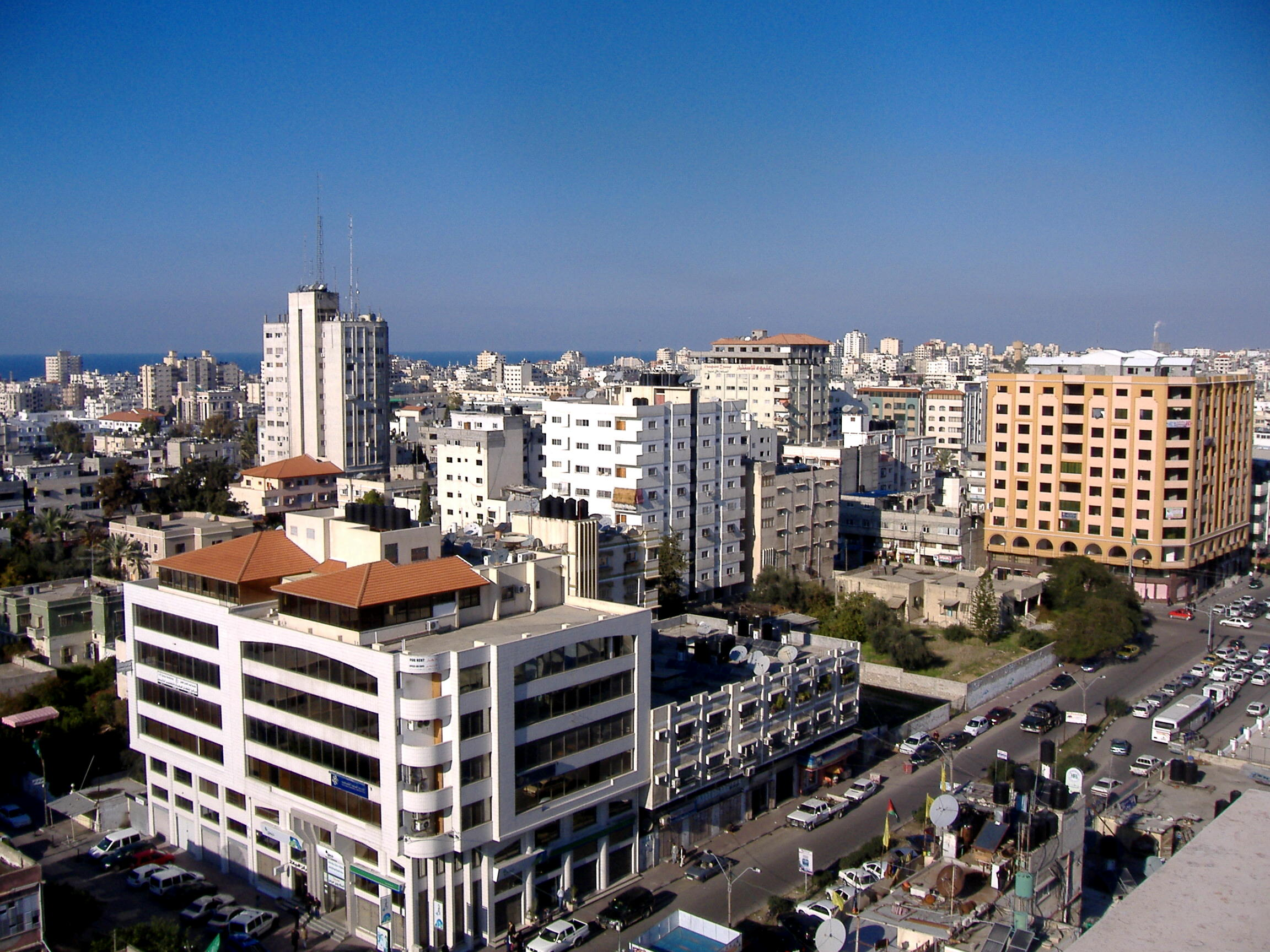
Immeubles de bureaux et d'habitation, ville de Gaza

## L’emploi

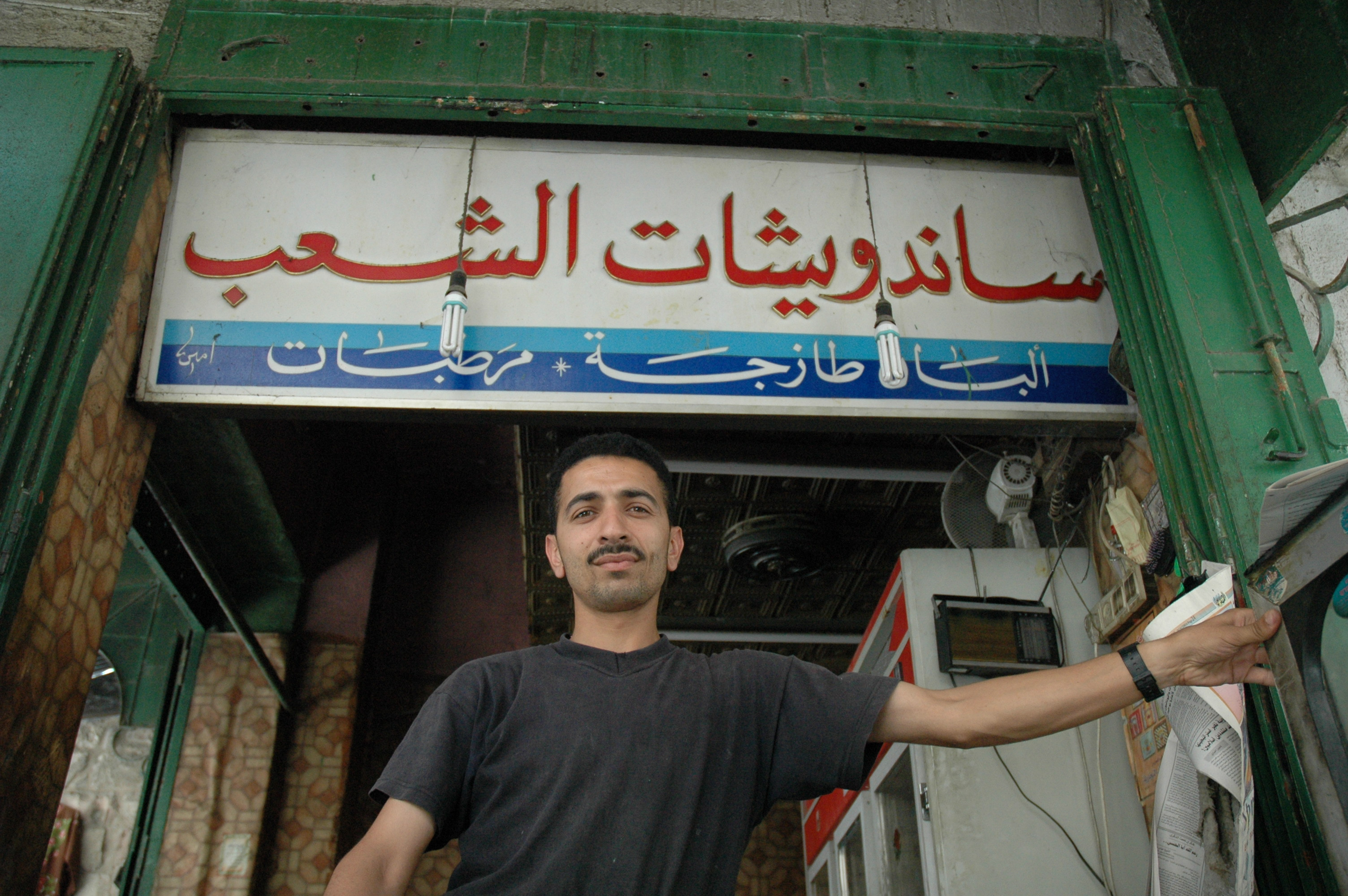
Un restaurant de falafel de Hébron

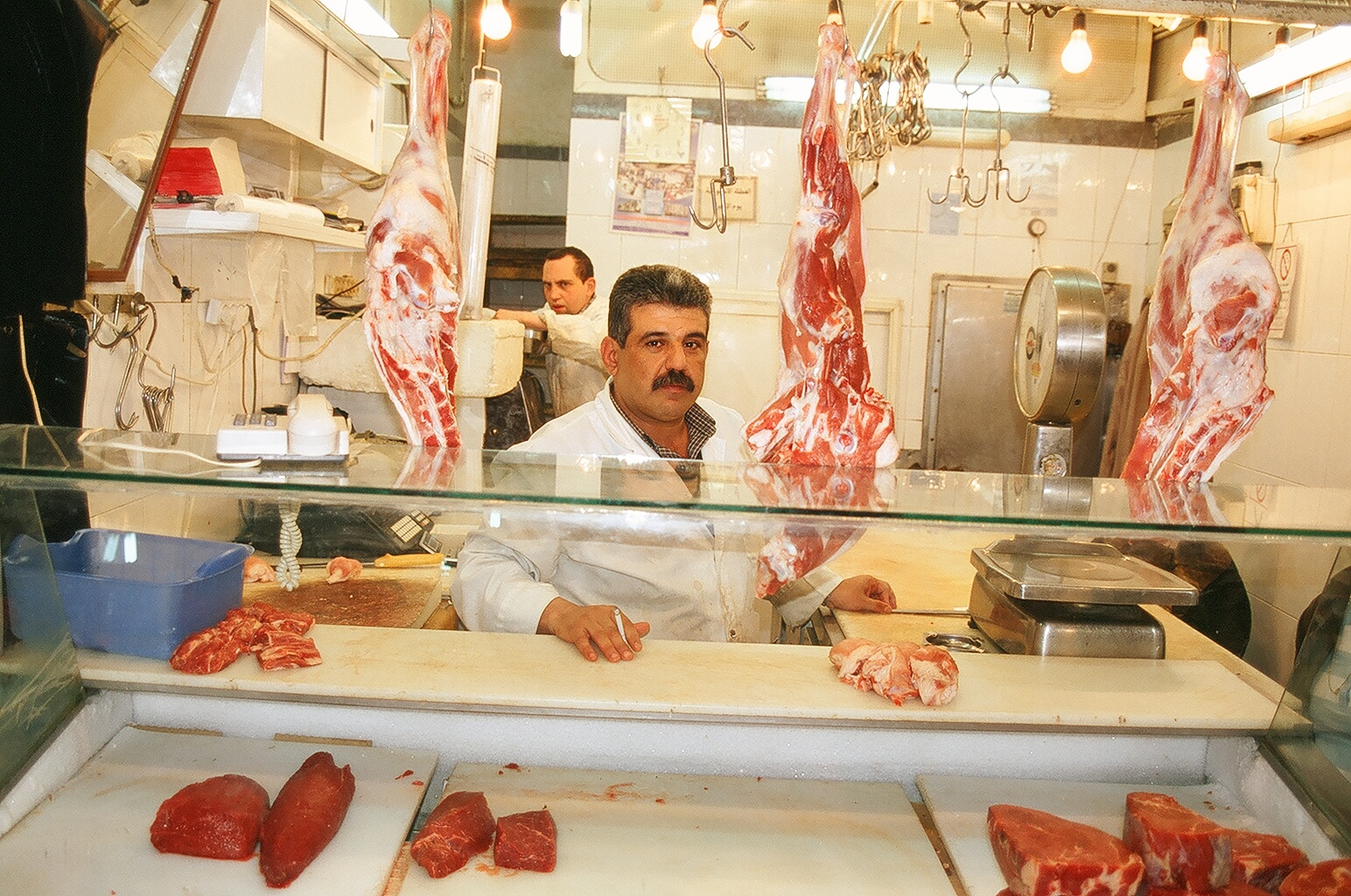
Boucherie arabe à Jérusalem

L'économie palestinienne se base sur une main d'œuvre de plus d'un million de personnes.
Face à un emploi régulier dans le secteur privé, la part du gouvernement (Autorité palestinienne et Hamas) dans l'emploi total augmente en passant de 17 à 26 % entre 1999 et 2009, tandis que celle des emplois du secteur privé tombe de 47 à 38 %.

### Travail en Israël
Approximativement 100 000 Palestiniens de Cisjordanie travaillent en Israël et ses colonies. En 2014, Israël a délivré 70 000 nouveaux permis de travail. Il est estimé que 35 000 Palestiniens travaillent illégalement et sans permis en Israël. Dans la bande de Gaza, après le cessez-le-feu de 2014, le nombre de Palestiniens entrant en Israël, passe à 15 000 personnes par mois, dont approximativement 8 000 marchands.
Lors de période de conflit, Israël réduit considérablement le mouvement de main d’œuvre, de biens et des facteurs de production entre la Cisjordanie et Israël. Un bouclage total se solde par une perte de 4 à 6 millions de dollars américains par jour. Néanmoins, Israël étant une « start-up nation » lancée à pleine vitesse dans la technologie de pointe, elle est en manque d’ingénieurs malgré son pourcentage déjà élevé dans cette branche, et embauche à l'étranger, notamment des ingénieurs de Cisjordanie et de Gaza

### Chômage
Le taux de chômage des Palestiniens est l'un des plus élevés au monde depuis la Seconde Intifada. De 1993 à 1995, le taux de chômage a déjà fortement augmenté, passant de 11 % à 23 % de la population active du fait d’une réduction drastique du nombre de travailleurs palestiniens autorisés à travailler en Israël : ils étaient 116 000 en 1992 (soit 34 % du nombre total de travailleurs palestiniens) contre 29 500 en 1995. De plus l’augmentation de l’offre d’emploi dans les territoires est restée faible. En 2017, 70 % des ingénieurs palestiniens ne trouvent pas d'emploi. En 2022, 97 % des vingtenaires gazaouis titulaires d'une licence en sciences sociales et comportementales ne trouvent pas d'emploi.
À côté du taux de chômage élevé, existe un problème de sous-emploi pendant la semaine de travail, particulièrement à Gaza. Une autre tendance est le déclin disproportionné et constant de l'emploi des jeunes : en l'an 2000, le taux de chômage des jeunes (15-29 ans) est supérieur de 4 points de pourcentage au taux de chômage moyen (soit 16 % pour les jeunes) et, en 2023, cet écart est passé à 12 points de pourcentage (soit près de 37 %). En 2010, il s'élève à 25,8% en Cisjordanie et à 52,8% à Gaza, même si la participation des jeunes à la population active est relativement faible : 37 % des jeunes cisjordaniens et 29 % des jeunes gazaouis. En 2017, 60 % des jeunes Gazaouis de moins de 25 ans sont au chômage malgré les aides internationales. Comme dans la plupart des pays du Moyen-Orient, le chômage des jeunes est donc une préoccupation dans les territoires palestiniens.
Depuis, la situation de l’emploi s’est améliorée, du fait notamment de la baisse en 1998 du nombre de jours de bouclage des territoires : 14,5 jours dans l’année, soit quatre fois moins qu’en 1997. 44 000 travailleurs palestiniens (en moyenne) ont ainsi pu entrer en Israël chaque mois avec un permis de travail, contre 38 000 en 1997. Couplé à la croissance économique, le chômage diminue légèrement depuis 2008.
La principale conséquence économique de l’Intifada aura donc été la perte des emplois palestiniens en Israël. En 1999, l’année qui précéda le déclenchement de l’Intifada, 135 000 Palestiniens étaient employés à l’intérieur d’Israël. Leurs salaires représentaient 888 millions de dollars dans l’année, soit 16 % du Revenu national brut des territoires.
| Année       | 2000   | 2001 | 2002 | 2003 | 2004   | 2005   | 2006 | 2007   | 2008   | 2009   | 2010   |
| Pourcentage | 12,5 % | 21 % | 32 % | 26 % | 27,5 % | 24,5 % | 23 % | 21,5 % | 26,5 % | 24,8 % | 23,4 % |

Sous blocus depuis 2007, la bande de Gaza voit son taux de chômage passer de 26,4 % au deuxième trimestre 2007 à 46,4 % au deuxième trimestre 2023,,. Avec la guerre à Gaza, il explose pour s'établir à 79,1 % au premier trimestre 2024.

## Transport
En 2010, la bande de Gaza et la Cisjordanie possèdent un réseau routier de 4 686 km.

## Données macro-économique
| Année | 1968 | 1998 | 2002 | 2006 | 2010 | 2012 | 2014 |
| ----- | ---- | ---- | ---- | ---- | ---- | ---- | ---- |
| US$   | 165  | 1940 | 1300 | 1570 | 2310 | 3070 | 3060 |

| PNB US$ (en milliards) | Année |
| ---------------------- | ----- |
| 19,95                  | 2012  |
| 20,15                  | 2013  |
| 21,22                  | 2014  |

### Développement

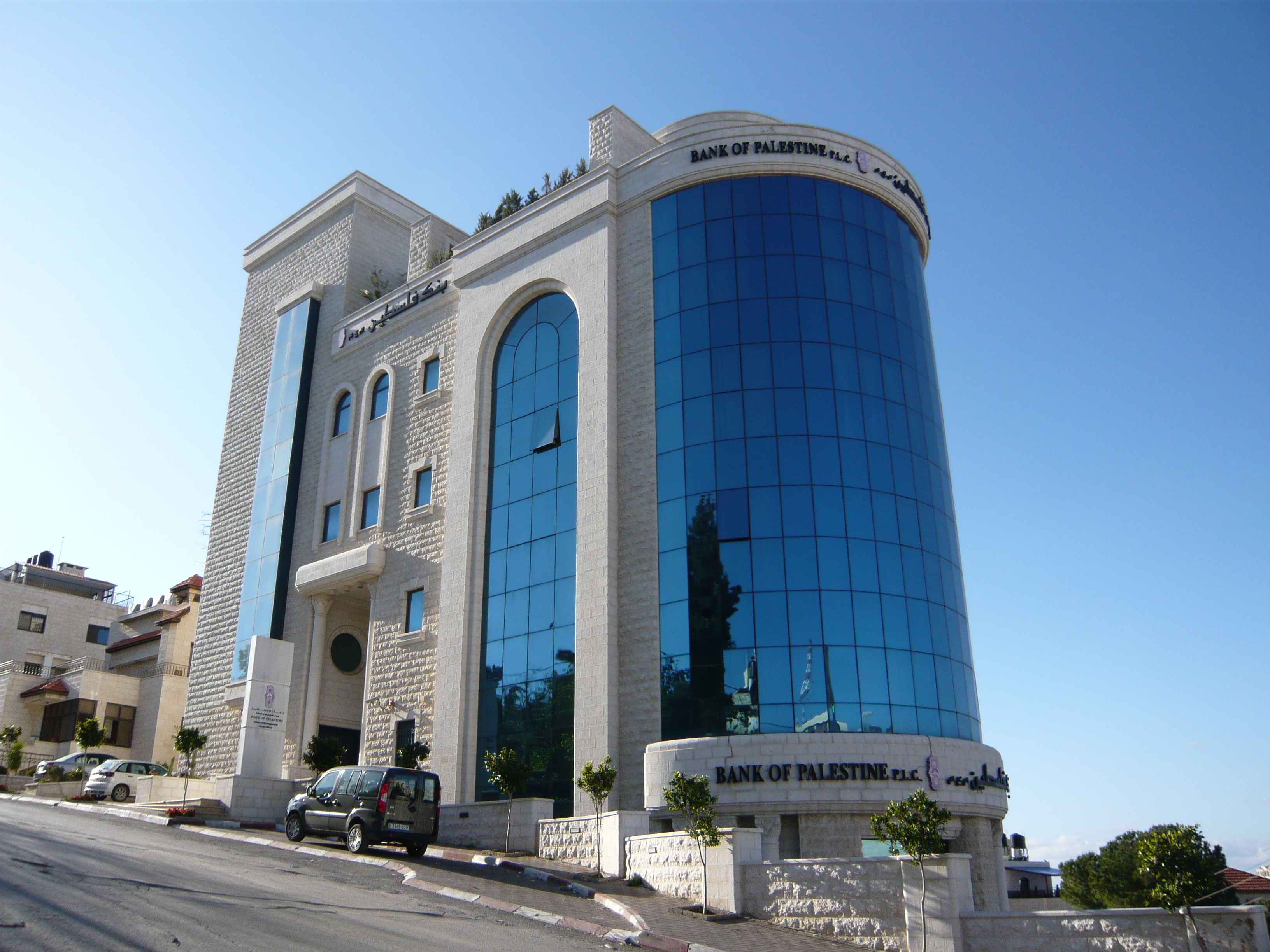
Siège social de la banque de Palestine à Ramallah

De nombreux entrepreneurs palestiniens et arabes investissent depuis une décennie dans des projets de modernisation (salle de cinéma, centre commerciaux, magasin de voiture de luxe, …) ainsi qu'érigent des habitations luxueuses, dont fait notamment partie le milliardaire palestinien, Mounib al-Masri. En 2010, Ramallah accueille son premier hôtel cinq étoiles Mövenpick.

Selon l'ONU, en 2014, il y avait 762 288 réfugiés de l'UNRWA dans 19 camps de la Cisjordanie. 99,8 % des habitations sont connectées au réseau hydrographique et 87 % au système de traitement des eaux usées qui nécessite néanmoins de grandes améliorations. Cependant en 2013, environ 70 % des réfugiés vivent en dehors des camps.

Pancarte réclamant (entre autres) d'« arrêter d'affamer les Palestiniens », Trafalgar square (Londres)

L'Organisation mondiale de la santé (OMS) indique que les habitants des territoires de la Cisjordanie et de la bande de Gaza arrivent dans le peloton de tête des personnes souffrant d'obésité en 2003  : les Palestiniennes (37 %) sont troisièmes au monde et les Palestiniens (18 %) huitièmes. Nombre d'enfants et d'adolescents (16,5 %) souffrent aussi de surcharge pondérale (20,4 % des garçons, 13 % des filles). Une enquête menée par les équipes des universités de Jérusalem, de Naplouse, de Crète et de Boston, parue en 2012, conclut que l'obésité et le surpoids représentent d'énormes problèmes de santé publique en Palestine avec notamment une multiplication de maladies cardio-vasculaires, de cas de diabète et de certains types de cancer. Les principales causes dans les pays du Moyen-Orient en sont la croissance économique, la modernisation de la société, l'occidentalisation des modes de vie (mondialisation du marché alimentaire riche en graisses et en sucre, et diminution de l'exercice physique) et l'urbanisation.
La durée de vie augmente et passe de 48 ans en 1967 à 76 ans en 2015, et le taux de mortalité à la naissance passe de 60/1000 à 13/1000 naissances en 2015. Le taux d'alphabétisation est quant à lui de 96,5 %[réf. nécessaire].

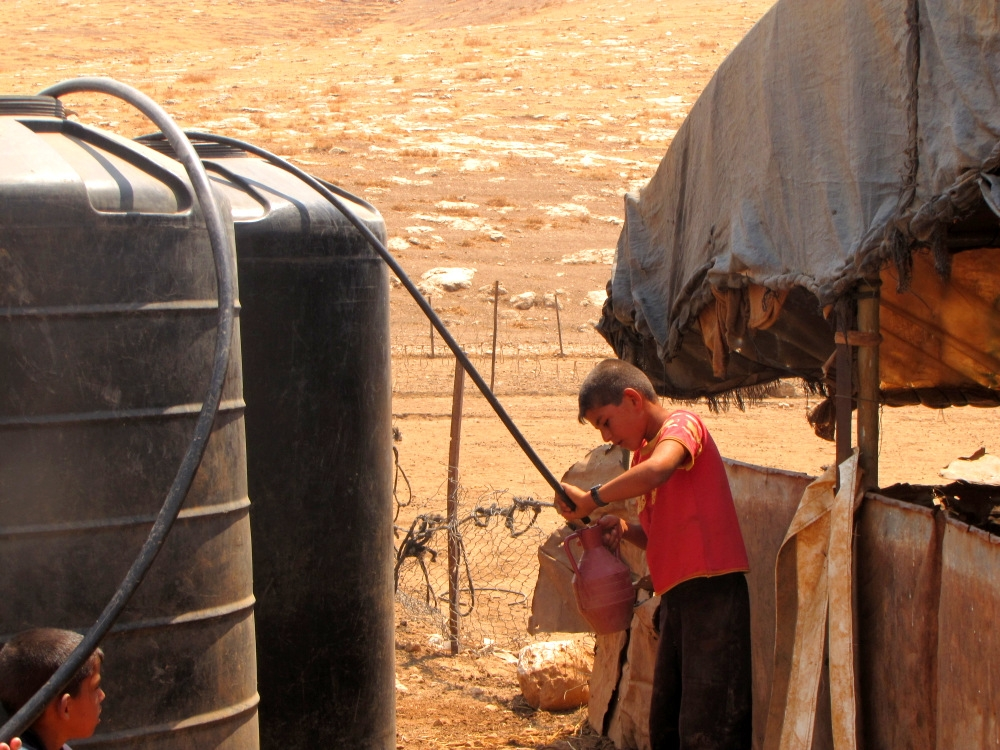
Le village de Khirbet Humsah dans la vallée du Jourdain où les villageois se fournissent par camions-citernes, 2012

En 2011, le taux de pauvreté s'élève à 18 % dans les territoires palestiniens, ce qui représente une amélioration par rapport à 2009 (22 %) et 2004 (26 %). Il est néanmoins plus fluctuant et important à Gaza (33 %) sous blocus que dans les territoires de Cisjordanie (16 %) où il diminue constamment.[réf. nécessaire]
L'ONG israélienne B'Tselem dénonce encore en 2014 de « graves problèmes d'approvisionnement en eau en Cisjordanie et Gaza » malgré l'installation d'usines de traitement des eaux usées comme à Khan Yunis ; certains villages palestiniens ne sont pas raccordés au réseau d'alimentation en eau,.

### Fléchissement

#### Seconde Intifada

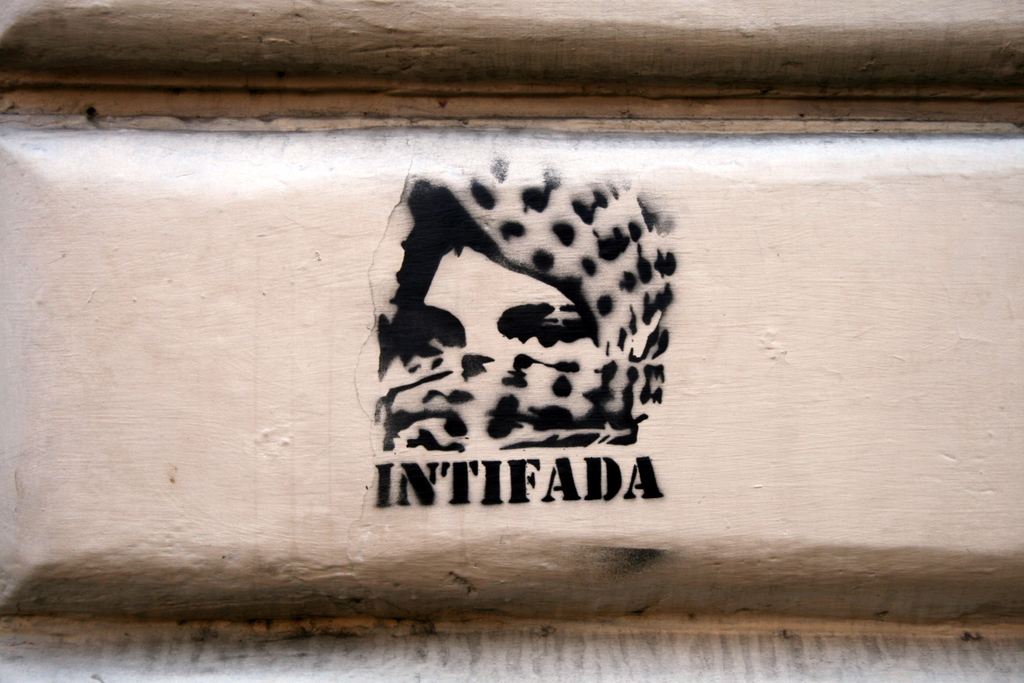
Pochoir Intifada sur un mur de Rome (Italie), 2009

Après les deux années noires (2001 et 2002) qui avaient suivi le déclenchement la seconde Intifada (fin septembre 2000), et à la suite de la reprise des transferts des taxes douanières et de la TVA prélevées sur l’importation des marchandises à destination des Territoires palestiniens par l’administration israélienne pour le compte de l’Autorité palestinienne (« Clearance revenus » suspendus d’octobre 2000 à novembre 2002), l’économie palestinienne s’est stabilisée puis a entamé une lente récupération.
Le taux de croissance a été de 6,1 % en 2003 et 6,2 % en 2004. Mais au cours du dernier trimestre 2005, la croissance s’est fortement ralentie en raison du renforcement, dès les premiers jours de novembre, du bouclage des Territoires par l’armée israélienne et des entraves plus nombreuses à la circulation des biens et des personnes, notamment pour la Bande de Gaza avec les fermetures fréquentes du terminal de Karni — seul point d’entrée et de sortie des marchandises.
Le revenu national brut (RNB) réel par habitant ayant quant à lui diminué de 41 %, passant de 1 750 dollars à environ 1 040 dollars en 2003. La pauvreté continue de toucher une proportion croissante de la population : à la fin du quatrième trimestre 2003, on estimait que 72 % des ménages palestiniens vivaient en dessous du seuil de pauvreté de 3,60 dollars par jour. En 2011, le taux de pauvreté descend à 18 %.